# Liste der Denkmäler in Coburg
Auf dieser Seite sind die Baudenkmäler in der oberfränkischen kreisfreien Stadt Coburg zusammengestellt. Diese Tabelle ist eine Teilliste der Liste der Baudenkmäler in Bayern. Grundlage ist die Bayerische Denkmalliste, die auf Basis des Bayerischen Denkmalschutzgesetzes vom 1. Oktober 1973 erstmals erstellt wurde und seither durch das Bayerische Landesamt für Denkmalpflege geführt wird. Die folgenden Angaben ersetzen nicht die rechtsverbindliche Auskunft der Denkmalschutzbehörde.

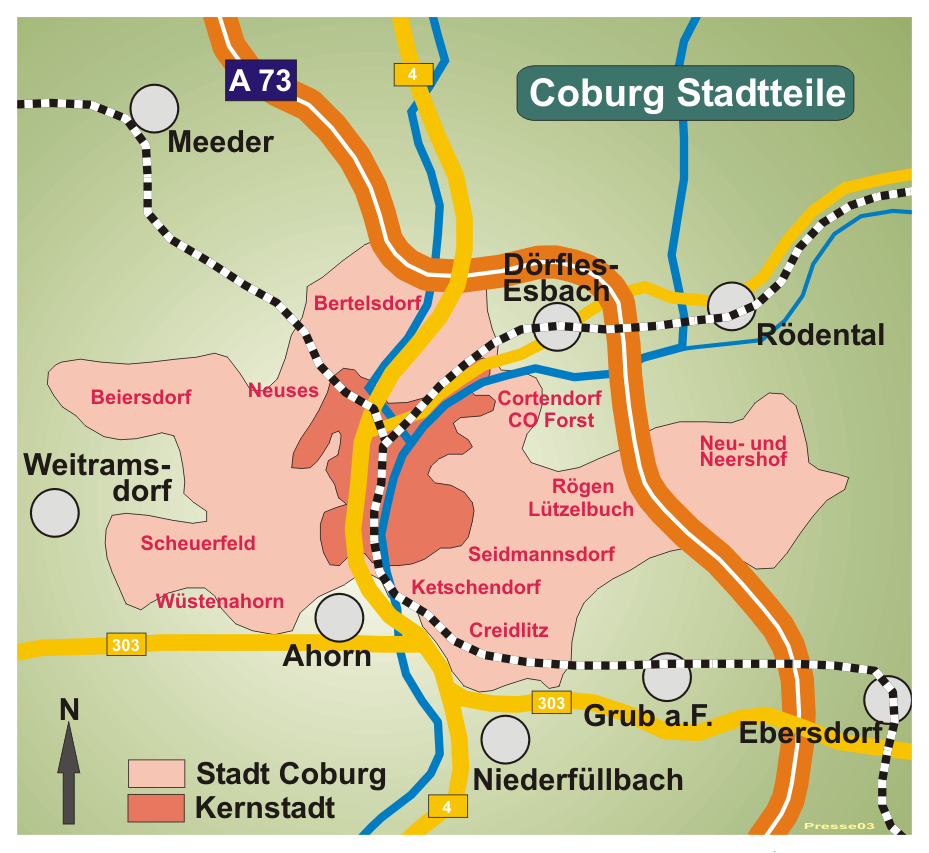
Stadtteile von Coburg

Denkmäler sind gemäß dem Bayerischen Denkmalschutzgesetz in Baudenkmäler und Bodendenkmäler eingeteilt, wobei die Baudenkmäler auch Flurdenkmäler und Gartendenkmäler umfassen. Weiter können Baudenkmäler Einzelbaudenkmäler oder Ensembles sein.
Ergänzend zu den Denkmälern ist eine Liste der für das historische Stadtbild Coburgs maßgeblichen Architekten und Baumeister angefügt.

## Details
Historisch beruhen die Denkmallisten in Bayern auf Verordnungen aus den Jahren 1882, 1904 und 1908 und dem 1973 in Kraft getretenen Denkmalschutzgesetz. Grundlage der Aufstellung ist die Bayerische Denkmalliste, die nach dem Denkmalschutzgesetz vom 1. Oktober 1973 vom Bayerischen Landesamt für Denkmalpflege erstmals 1978 im Entwurf abgeschlossen und seitdem laufend ergänzt wurde, sowie der vom Landesamt 2006 herausgegebene Band IV.48 Stadt Coburg der Reihe Denkmäler in Bayern. Diese Reihe ist ein Beitrag des Freistaates Bayern zum deutschlandweiten Projekt Denkmaltopographie Bundesrepublik Deutschland, in dessen Rahmen der Bestand aller Kulturdenkmale Deutschlands erfasst, bewertet und dargestellt werden soll.
In der Stadt Coburg und ihren Stadtteilen waren im Jahr 2013 insgesamt 864 Baudenkmäler und 45 Bodendenkmäler in der Denkmalliste erfasst. Das sind einzelne Objekte mit Denkmaleigenschaft und Ensembles, die als Ganzes geschützt sind, auch wenn viele oder alle Gebäude des Ensembles für sich allein keinen Denkmalcharakter haben. Das Haus Mühlgasse 1 wurde im August 2008, das Haus Leopoldstraße 39 im Dezember 2009, das Haus Weichengereuth 25 im April 2010, das Haus Judengasse 51, das Haus Goethestraße 9 im Jahr 2012 und das Haus Zinkenwehr 20 im Jahr 2013 abgebrochen.

## Ensembles
Ein Ensemble ist eine Gruppe von Gebäuden, die zusammen ein historisches Orts-, Platz-und/oder Straßenbild darstellen. Die Denkmalliste enthält für Coburg acht Ensembles, die als Ganzes als erhaltungswürdig eingestuft werden.

### Ensemble Altstadt Coburg

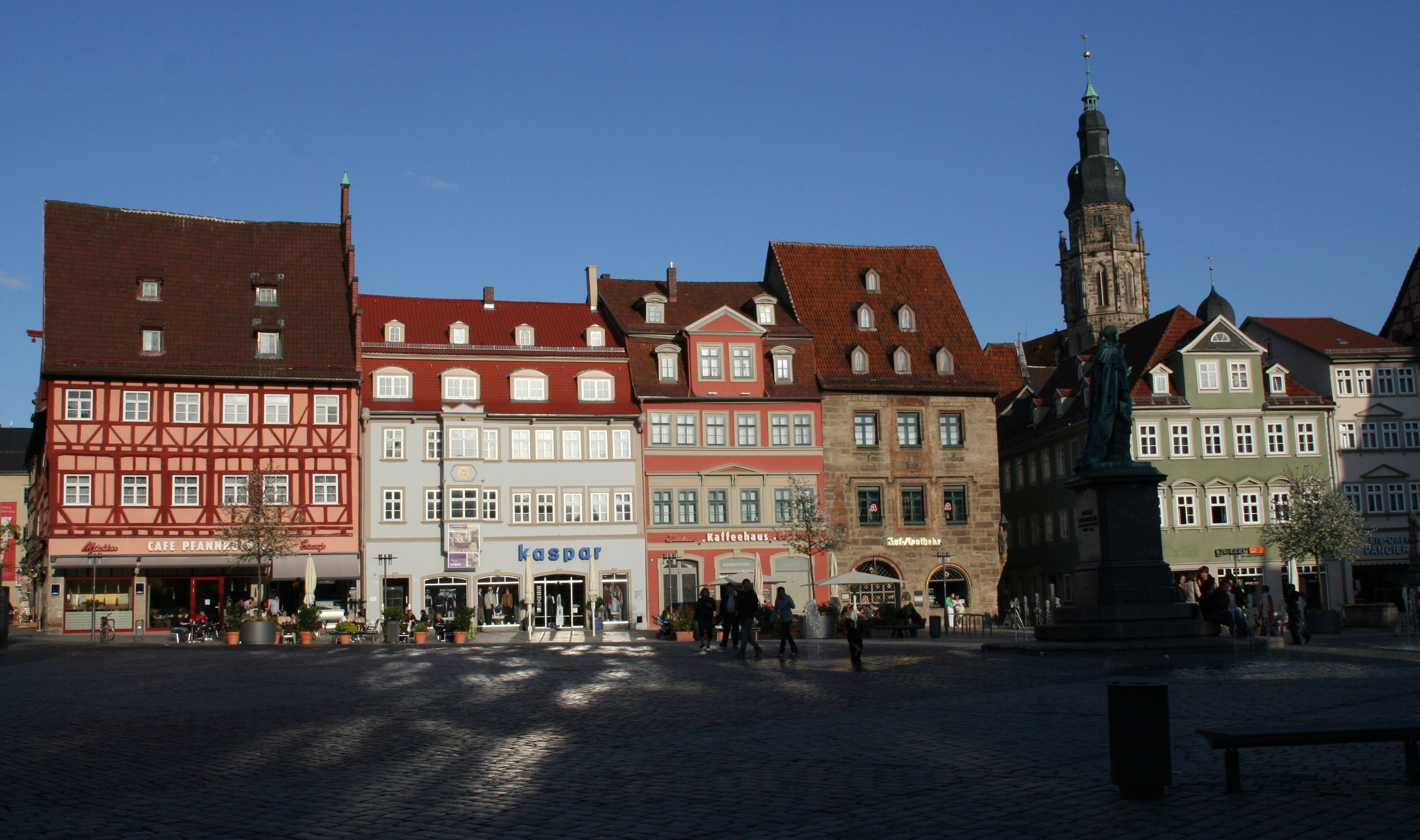
Marktplatz

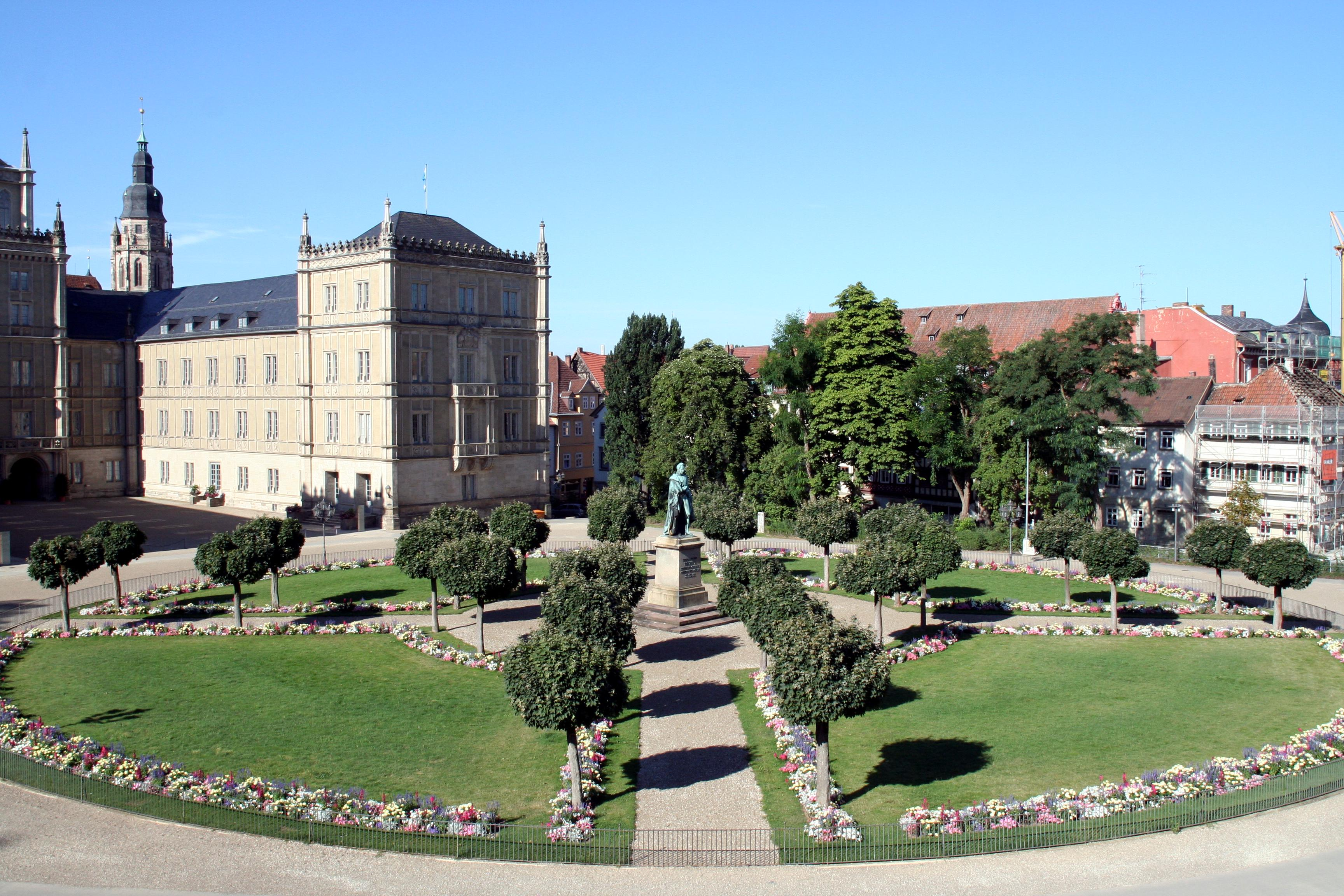
Schlossplatz

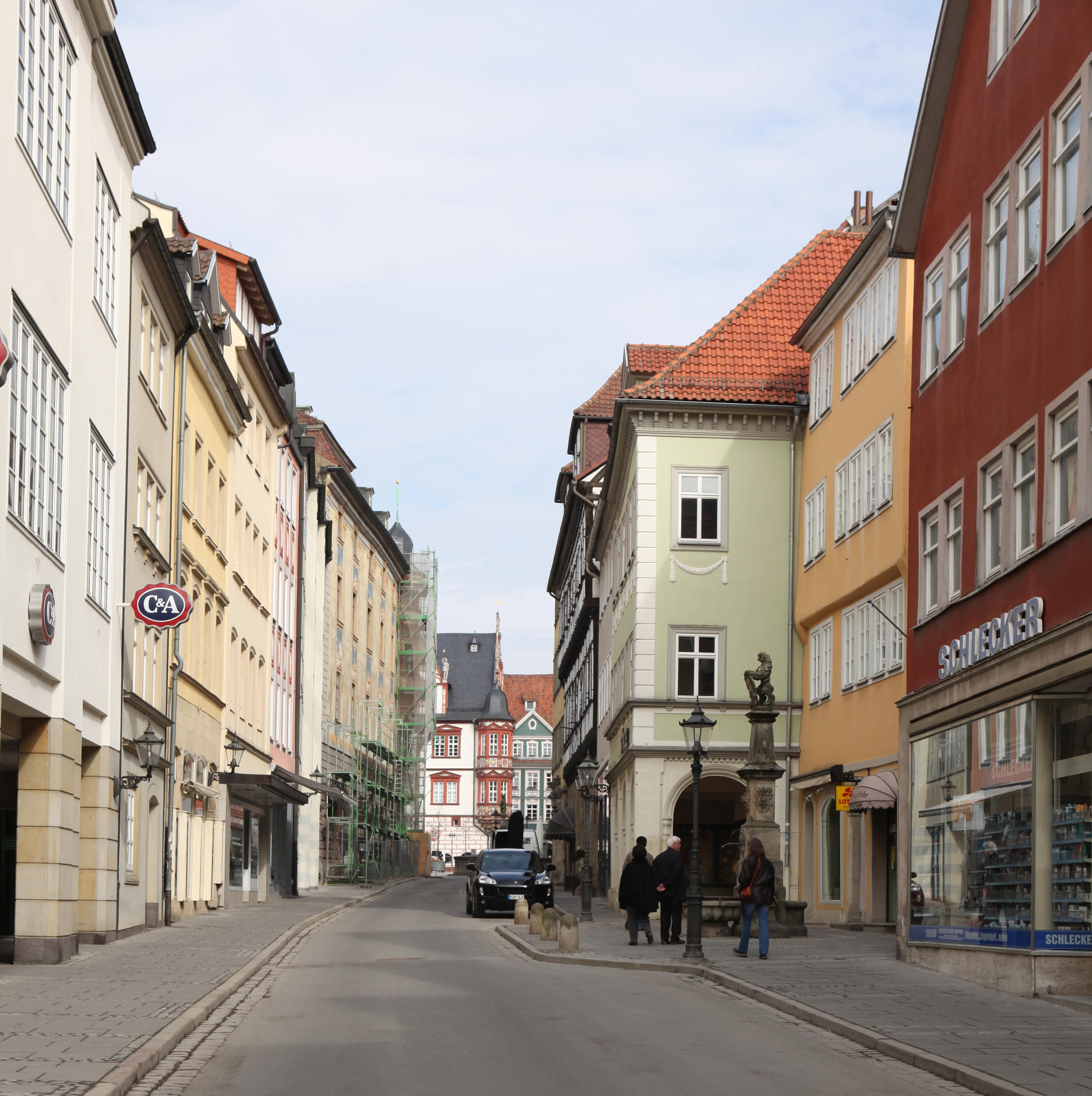
Ketschengasse

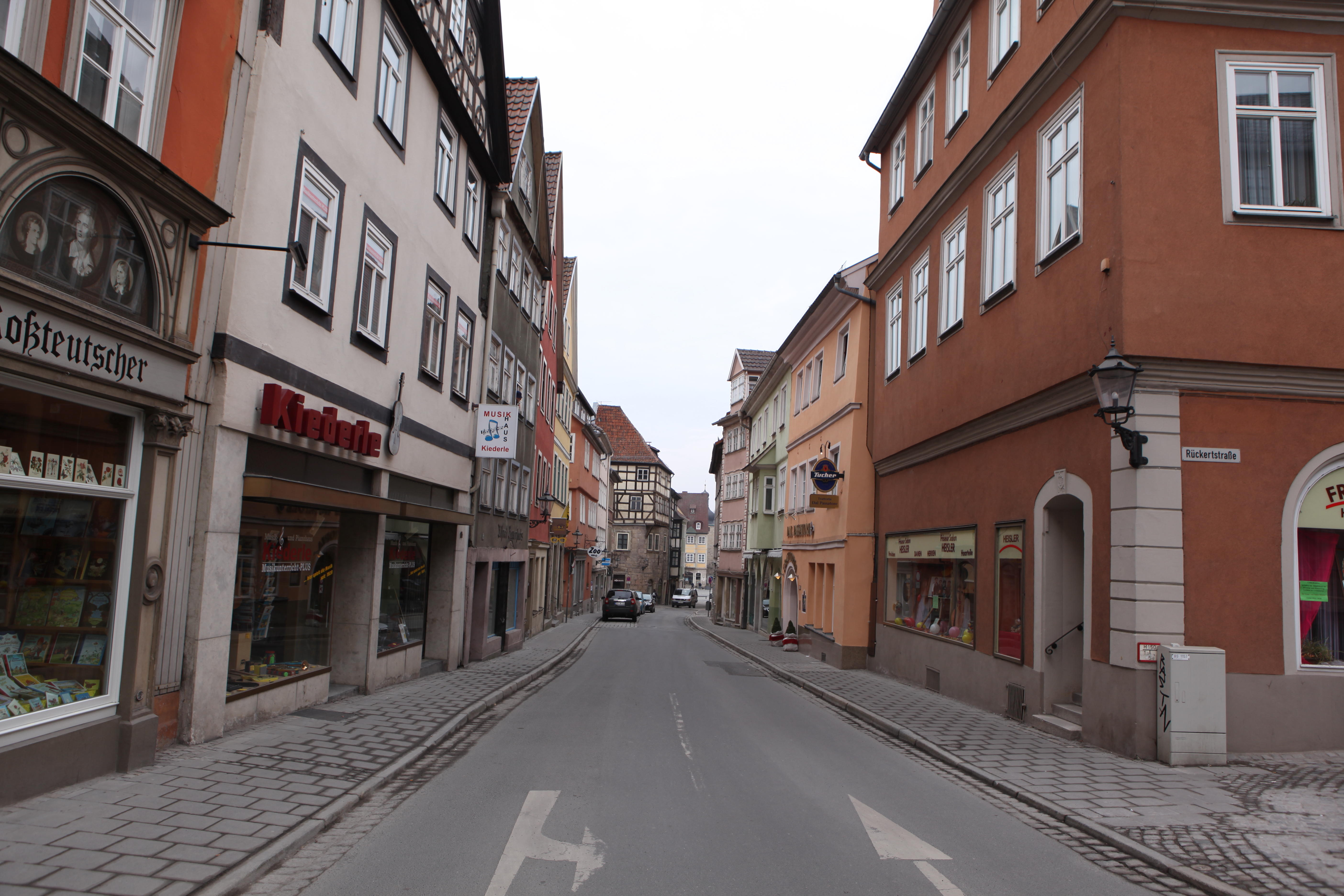
Steingasse

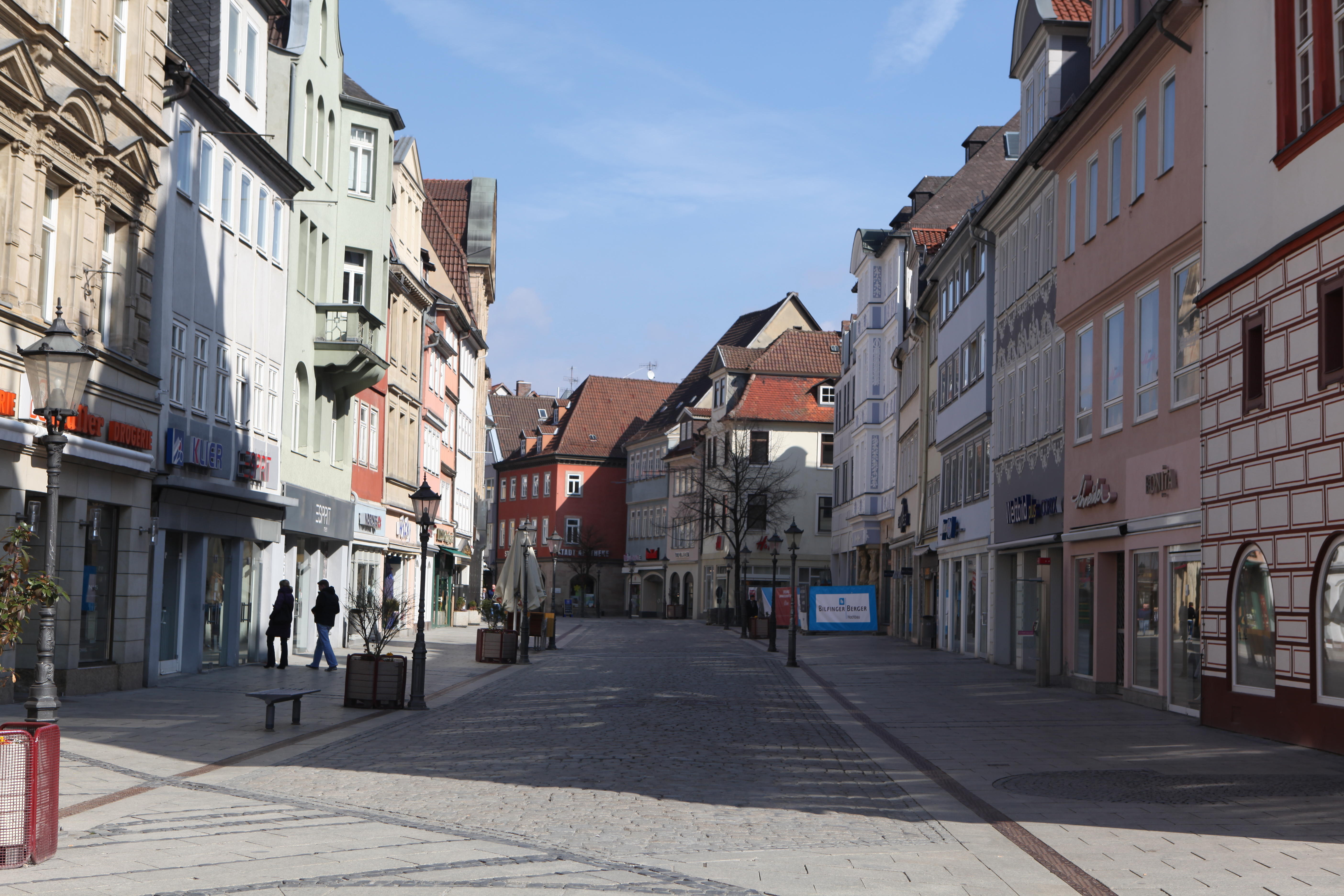
Spitalgasse

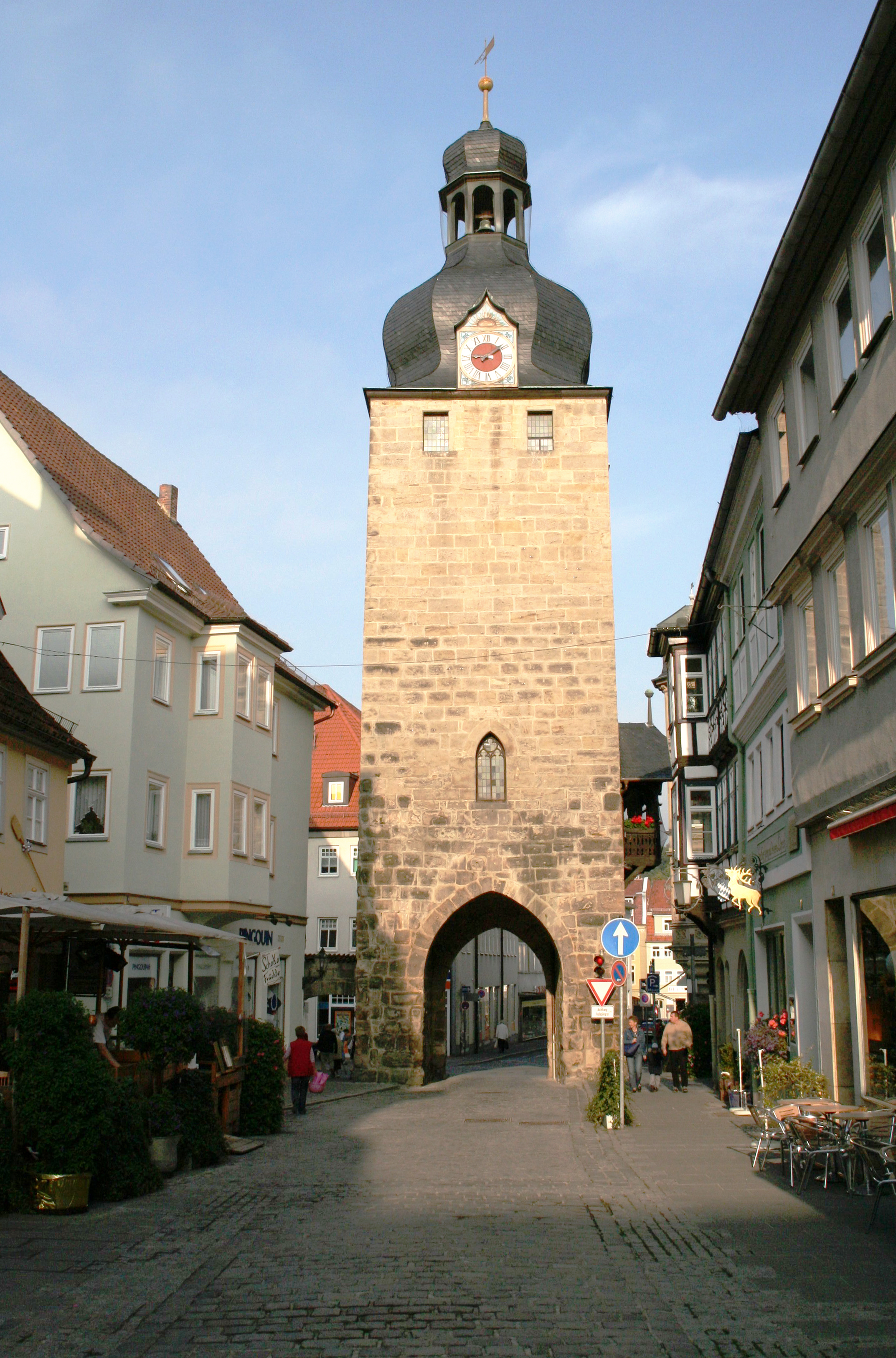
Judengasse

Das größte Ensemble ist das Ensemble Altstadt mit Vorstädten. Seine Umgrenzung wird zum größten Teil von der ehemaligen äußeren Stadtbefestigung bestimmt und entspricht etwa der mittelalterlichen Ausdehnung der Stadt. Zugehörig ist auch der Grüngürtel, der im 19. Jahrhundert anstelle der Wallgräben angelegt worden ist, im Osten einschließlich der jenseits des ehemaligen Grabens unmittelbar anschließenden Bebauung.
An den südlichen Ausläufern des Thüringer Waldes an der Itz, auf einer hochwasserfreien westlichen Niederterrasse des Festungsberges, liegt die Altstadt Coburgs. Ein Vorgängerort „Trufalistat“, 1075 erstmals urkundlich erwähnt, ist etwa in diesem Bereich zu lokalisieren. Die Kernstadt weist einen klaren planmäßigen Stadtgrundriss auf und entwickelte sich an einer nord-südlich verlaufenden Handelsstraße, deren Übergang über die Itz nördlich der heutigen Altstadt lag. Mit einer ostwestlich verlaufenden Straße von nur lokaler Bedeutung entstand das für den Stadtgrundriss charakteristische Straßenkreuz. Dadurch erhält die regelmäßige Viertoranlage mit kreisförmiger Ummauerung und dem zentral gelegenen Markt als Hauptplatz und Schnittpunkt des Straßenkreuzes eine besondere Prägnanz. Der Bering basiert auf einer Ummauerung wohl Anfang des 13. Jahrhunderts. Bereits am Ende jenes Jahrhunderts war die Stadt über den Mauergürtel hinausgewachsen. Vor jedem Tor bildeten sich Vorstädte, im Süden die Ketschenvorstadt, im Westen die Judenvorstadt, im Norden die Steinweg- oder Spitalvorstadt und im Osten die Steintor- und Stetzenbachvorstadt.
Von der Stadtbefestigung, die bis ins 18. Jahrhundert umgebaut und repariert wurde, zeugen das Judentor und das Spitaltor des inneren Befestigungsgürtels und das Äußere Ketschentor der südlichen Vorstadtbefestigung; auch mit ihren barocken Hauben sind diese Tore eindrucksvolle Zeugen der mittelalterlichen Stadt, die als kirchlicher und gerichtlicher Mittelpunkt wie als Handelsplatz eine lebhafte Entwicklung genommen hatte, worauf auch das Münzrecht von 1265 hinweist. Das illustrieren auch zahlreiche bürgerliche Bauten, stellvertretend für die erhaltenen Massivbauten sei der Sandsteinquaderbau Markt 15 genannt und als bedeutendstes Fachwerkhaus das stattliche Münzmeisterhaus des 14./18. Jahrhunderts (Ketschengasse 7). Die meisten Bürgerhäuser des Stadtkerns bewahren nicht nur die mittelalterliche Stadtstruktur, sondern sind selbst im Kern mittelalterliche Bauten.
Im Südosten des Kernbereichs liegt das kirchliche Zentrum der Stadt, ein in sich geschlossener und abgeschiedener Bereich um die Stadtpfarrkirche St. Moriz, wo sich seit 1256 bis zur Reformation eine Benediktinerpropstei befand. Der dominierende Sakralbau St. Moriz, dessen äußere Erscheinung vor allem die Baumaßnahmen des 14.–16. Jahrhundert bestimmen, spielt gleichzeitig eine Rolle für die Stadtsilhouette.
Die Zugehörigkeit zum Hause Wettin seit 1353 hatte zur Folge, dass Coburg zum Schwerpunkt seiner Herrschaft ausgebaut wurde. Die Einführung der Reformation (1524 in St. Moriz) führte zur Auflösung des Franziskanerklosters (1525), das nach Verlegung der Residenz von der Veste in die Stadt ab 1544 unter Herzog Johann Ernst zum Stadtschloss umgebaut wurde. Die Monumentalbauten, die der Stadt das Gepräge einer Renaissance-Residenzstadt verleihen, entstanden während der glanzvollen Regierungszeit Herzog Johann Casimirs. Die bedeutenden stattlichen Satteldachbauten, das Regierungs- oder Kanzleigebäude am Markt (1597/99), das Gymnasium Casimirianum (1601/05) bei St. Moriz und das Zeughaus in der Herrngasse (1616/21) sind Werke des Malerarchitekten Peter Sengelaub. An der Residenz und dem Rathaus zeigt sich die Epoche in einem charakteristischen architektonischen Motiv, dem von einer Säulenvorlage getragenen runden oder oktogonalen Eckerker über zwei Geschosse, dem Coburger Erker. Diese Erkerform tritt nicht nur bei den großen öffentlichen Bauten auf, sondern z. B. auch bei dem Eckhaus Markt 6.
Mitte des 18. Jahrhunderts setzte eine neue Blüte der Stadt ein, die, mit dem Ausbau als Residenzstadt einhergehend, die Stadt ganz entscheidend architektonisch prägte. Unter Herzog Franz Friedrich Anton und vor allem den Herzögen Ernst I. und Ernst II. wurde die Stadt in eine Residenz des 19. Jahrhunderts umgewandelt. Wichtigste Baumaßnahmen waren die Ehrenburg und der den Altstadtkern umschließende Kranz von Straßen und Anlagen. Anstelle der weitgehend abgetragenen Stadtbefestigung entstand ein Grüngürtel, der die Stadt des Mittelalters und der Renaissance nahezu ringsum einfasst und mit vornehmlich gotisierender Randbebauung ein einmaliges einheitliches Gepräge hervorruft. Veranlasst durch die 1858 eröffnete westlich an der Altstadt vorbeiführende Eisenbahnstrecke wurde die Stadt seit den 1860er Jahren dort erweitert. Von dem zwar nicht nach einheitlichem Plan, doch nach und nach systematisch angelegtem Baugebiet dringen die Bahnhofstraße und die Mohrenstraße in die Altstadt ein, während die Löwenstraße die Altstadt nordöstlich begrenzt (vgl. Ensemble Bahnhofsvorstadt). Die zahlreichen in und um die Stadt entstandenen Bauten der Gründerzeit und des Jugendstils verleihen der Stadt auch außerhalb der Ensembles ein charakteristisches Gepräge.
Das Zentrum der vier Hauptachsen ist der auffallend große und annähernd quadratische Markt, dessen Form im Wesentlichen schon vom Stadtgründer bestimmt wurde, die aber erst beim Bau des Regierungsgebäudes in den letzten Jahren des 16. Jahrhunderts systematisiert wurde. Darin sammelt sich der Verkehr und mit den dort kreuzenden und einmündenden Straßen werden alle Viertel der Altstadt erschlossen. Die westliche und östliche Platzwand mit recht stattlichen, zumeist traufseitigen Bürgerhäusern verschiedener Jahrhunderte schaffen zusammen mit Monumentalbauten, dem Regierungsgebäude im Norden und dem Rathaus mit Nachbarhaus im Süden eine, seiner Funktion im Stadtgefüge entsprechend, klare und repräsentative Gestaltung. Die von der Nordwestecke des Marktes in leichter Biegung zum Spitaltor führende Spitalgasse ist  die wichtigste Geschäftsstraße. Als Fortsetzung jenseits des Tores führt der Steinweg in leichter Biegung nach Nordwesten zur Talniederung und lässt mit seiner dreigeschossigen, traufseitigen und einfacheren Bebauung, obwohl dicht und innerstädtisch, noch immer die ehemalige Vorstadt erkennen. Kurz nach Einmündung des Oberen Bürglaß, wo das 1803 abgebrochene Hahntor stand, setzt die Heiligkreuzstraße den vorstädtischen Bereich fort.
Die nach Süden führende Ketschengasse beginnt als repräsentativer, innerstädtischer Straßenzug zwischen Markt und dem 1791 abgebrochenen Inneren Ketschentor (ehemals etwa bei Ketschengasse 26). Der äußere Bereich entspricht der ehemaligen Ketschenvorstadt und beginnt mit  dem heutigen Albertsplatz. Kern der Ketschenvorstadt ist der südlich hinter dem Häuserblock Nr. 28-40 anschließende, marktartige und von einem Brunnen besetzte Bereich. Dieser im Süden spitz zulaufende Platz wird vom Äußeren Ketschentor geschlossen. In der Südostecke der Vorstadt erstreckt sich der, von der ehemaligen Vorstadtummauerung eingefasste, 1856 aufgelassene Salvatorfriedhof mit der Salvatorkirche.
Die Steingasse, vom Markt zum ehemaligen Steintor bergan führend, wird von eng gereihten Bürgerhäusern gesäumt, an der Südseite vorwiegend giebelständig und an der Nordseite traufseitig. Im oberen Teil beherrscht die Stadtfront der Ehrenburg die Straße. Anschließend folgt nach Osten die ehemalige Vorstadt Steintor, deren von der Oberen Anlage steil ansteigender Straßenzug von zahlreichen Zwerchhäusern geprägt wird. Die Gasse Hinterm Marstall schafft eine Verbindung zur Leopoldstraße, der früheren Stetzenbachvorstadt. Die 1618 erstmals erwähnte Vorstadt, die ehemals nicht befestigt war, zeigt an dem leicht gekrümmt verlaufenden Straßenzug eine wechselnde, zumeist traufseitige Bebauung.
Die vom Markt gegenüber der Steingasse nach Westen zur Judenbrücke führende Judengasse beginnt mit einem innerstädtischen Straßenabschnitt, der durch teils repräsentative, zumeist dreigeschossige traufseitige Bürgerhäuser hervorgehoben wird. Von der ehemals rein zweigeschossigen Bebauung sind noch etliche Beispiele erhalten. Die von der Nordostecke des Marktes ausgehende Herrngasse wird von besonders herausragenden Bauten gesäumt. Bis zur Mitte des 19. Jahrhunderts entstand der Schlossplatz, eine Platzanlage, in der jenes Jahrhundert eine seiner charakteristischsten städtebaulichen Situationen geschaffen hat, im Süden der neugotische Prospekt des Residenzschlosses, ihm gegenüber das ehemalige Hoftheater. Westlich sind hinter einer Baumkulisse an der Grafengasse Bürgerhäuser der Stadt verborgen. Nordwestlich öffnet sich der Platz zum Theaterplatz. Seit Abbruch des Spitalhofs 1867 schließt sich der dadurch entstandene Gemüsemarkt an dieses Platzgefüge an.
Auch an der Ostseite setzt sich der Schlossplatz über die in den Hofgarten vermittelnden monumental gestalteten Arkaden und die Terrasse fort. Dort wurde der Fernblick geschaffen, der Stadt und Veste verbindet, flankiert von Bauten, die im weiteren Zusammenhang stehen, der katholischen Kirche am Hangfuß im Norden und dem Marstall und der Reithalle im Süden auf leicht ansteigendem Gelände. Ein um das Standbild Herzog Ernsts I., des Schöpfers dieser Anlage, gärtnerisch angelegtes Rondell gibt dem Platz einen Bezug. Die überragende Rolle des Platzes beruht in seiner bedeutenden künstlerischen Gestaltung und in der Tatsache, dass mit ihn die Stadt direkt in den Hofgarten übergeht und sie mit der Festung verbindet. Zudem stellt der Schlossplatz einen Teil des städtischen Grüngürtels dar.
Entstanden ist dieser Grüngürtel nach Abbruch der baufälligen Stadtmauer und Planierung bzw. Zuschüttung der Stadtgräben. Mit der Zuschüttung des Stadtgrabens 1798 an der Stelle des heutigen Ernstplatzes hatten die Maßnahmen unter Herzog Franz Friedrich Anton begonnen, die unter den Herzögen Ernst I. und Ernst II. fortgesetzt wurden. Der ausgedehnte Grüngürtel um die Coburger Altstadt besteht aus Ernstplatz, Albertsplatz, Casimirstraße, Unterer, Oberer und Wettiner Anlage, Schloßplatz, Allee und Rittersteich. Durch die bevorzugte Verwendung von neugotischem Formenschatz besitzt der Grüngürtel eine prägende künstlerische Gestaltung. Auch das Hauptwerk der Neugotik in Coburg, die Ehrenburg, 1809–1841 nach Fassadenentwürfen von Karl Friedrich Schinkel umgestaltet, ist Teil und zugleich frühestes und bedeutendstes Beispiel dieses neugotisch gestalteten Promenadengürtels. Die meisten Bauten entstanden jedoch im dritten Viertel des 19. Jahrhunderts, etwa von Adolf Schuster, Julius Martinet und Wilhelm Streib.
Die Altstadt Coburg, die auch im Zweiten Weltkrieg nur geringe Einbußen erlitt, stellt sich als großartiges, weitgehend intaktes Stadtensemble dar. Auch die vielfältigen Sichtbeziehungen zwischen Stadt und Veste haben eine einheitsschaffende Wirkung.
Das Ensemble wird umgrenzt von Wiesenstraße 1, Heiligkreuzstraße 28, 18/16, 14, Allee 1, 3, Rittersteich, Allee 5, 7, Untere Klinge 2, Obere Klinge 1, Festungsstraße 1, Schloßplatz 4 (Arkaden), Park 1–4 (Hofgartenmauer), Leopoldstraße 57, 48–16 (gerade Nummern), Queckbrunngasse, Steintor 21, 20, Obere Realschulgasse 1–4, Glockenberg (Fußweg), Sturms Treppen, Obere Anlage, Casimirstraße, Ketschendorfer Straße 2–8 (gerade Nummern), Schützenstraße 1, 2, Goethestraße, Ernstplatz, Viktoriastraße, Fußweg über den verrohrten Hahnfluss, Mohrenstraße 22, 21, Badergasse 8, 11, Lohgraben, Gerbergasse 2, Schenkgasse 15, Bahnhofstraße 5, 10, Hintere Kreuzgasse 1–13 (ungerade Nummern), Gartenstraße 4–1 und Wiesenstraße 1. Es gliedert sich in die vierzehn besonderen Bereiche Herrngasse, Judengasse, Ketschengasse, Kirchhof, Leopoldstraße, Markt, Oberer Bürglaß, Schlossplatz, Spitalgasse, Steingasse, Steintor, Steinweg, Theaterplatz und Unterer Bürglaß. Aktennummer: E-4-63-000-1

### Ensemble Villenviertel Alexandrinenstraße/Marienberg

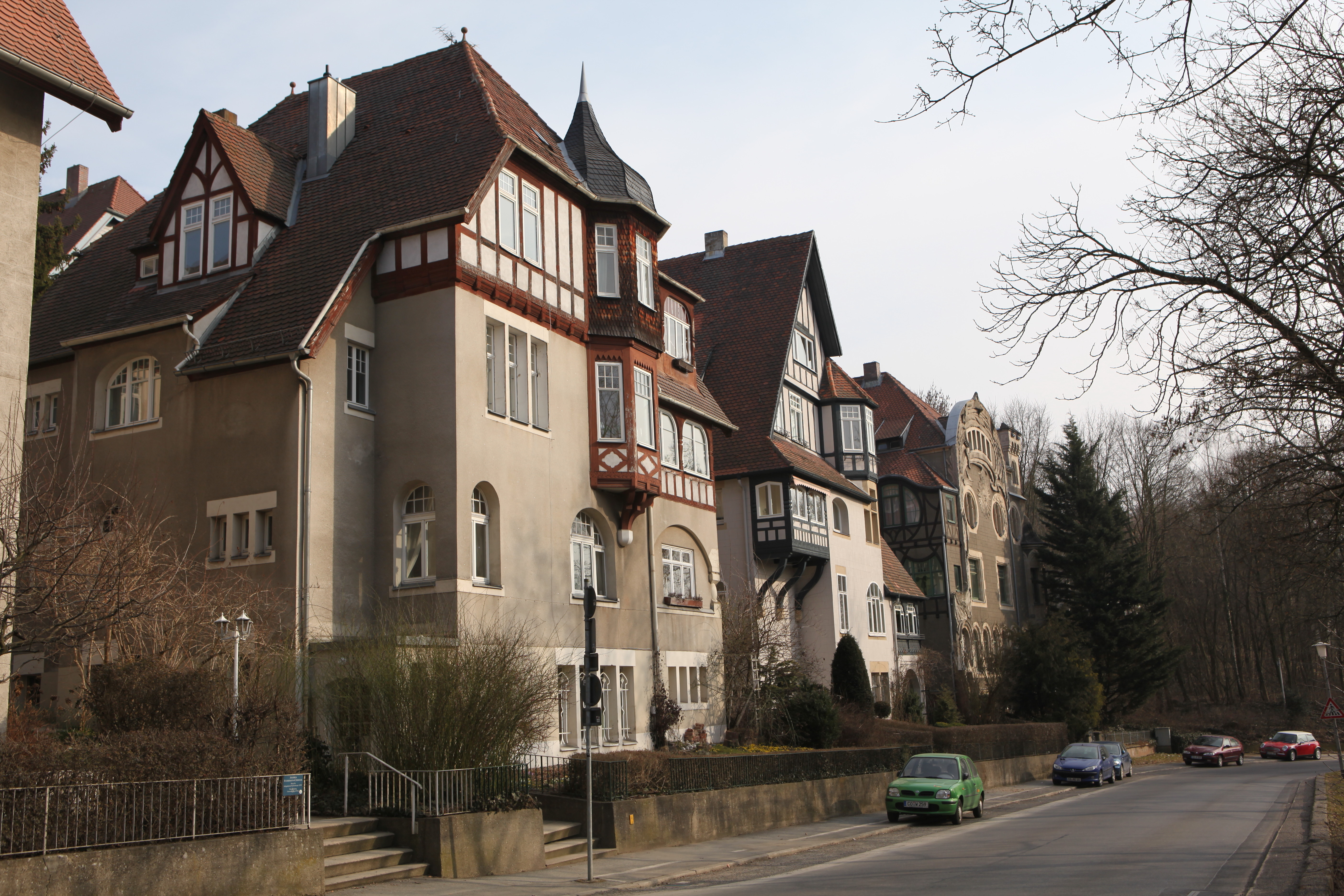
Alexandrinenstraße

Das unmittelbar an den Grüngürtel der Stadt südlich anschließende Villenviertel am Fuß des Glockenbergs zeigt drei verschiedene Bebauungszonen. Die Alexandrinenstraße wurde 1841 in Fortsetzung der Oberen und Unteren Anlage als Promenade bis zur Ketschendorfer Straße angelegt. An ihrer Ostseite am Fuße des steil aufsteigenden Glockenbergs bilden klassizisierende Villen in größeren Gartengrundstücken eine lockere Bebauung, die bis in die Ketschendorfer Straße fortgesetzt wurde und ihren Abschluss in der Villa Wunderlich (Ketschendorfer Straße 11) findet. In den ersten Jahren des 20. Jahrhunderts ist im ehemaligen Sturmsgarten nahe der Altstadt eine Villenkolonie des Jugendstils zumeist nach Entwürfen von Carl Otto Leheis in englisch beeinflussten historisierenden Formen entstanden. Die weiter südlich von der Ketschendorfer Straße den Berg hinaufführende Straße (Marienberg) wird gesäumt von dichter stehenden meist späthistoristischen Wohnhäusern unterschiedlicher Gestalt und Formensprache aus der Zeit vor dem Ersten Weltkrieg. Aktennummer: E-4-63-000-2

### Ensemble Bahnhofsvorstadt

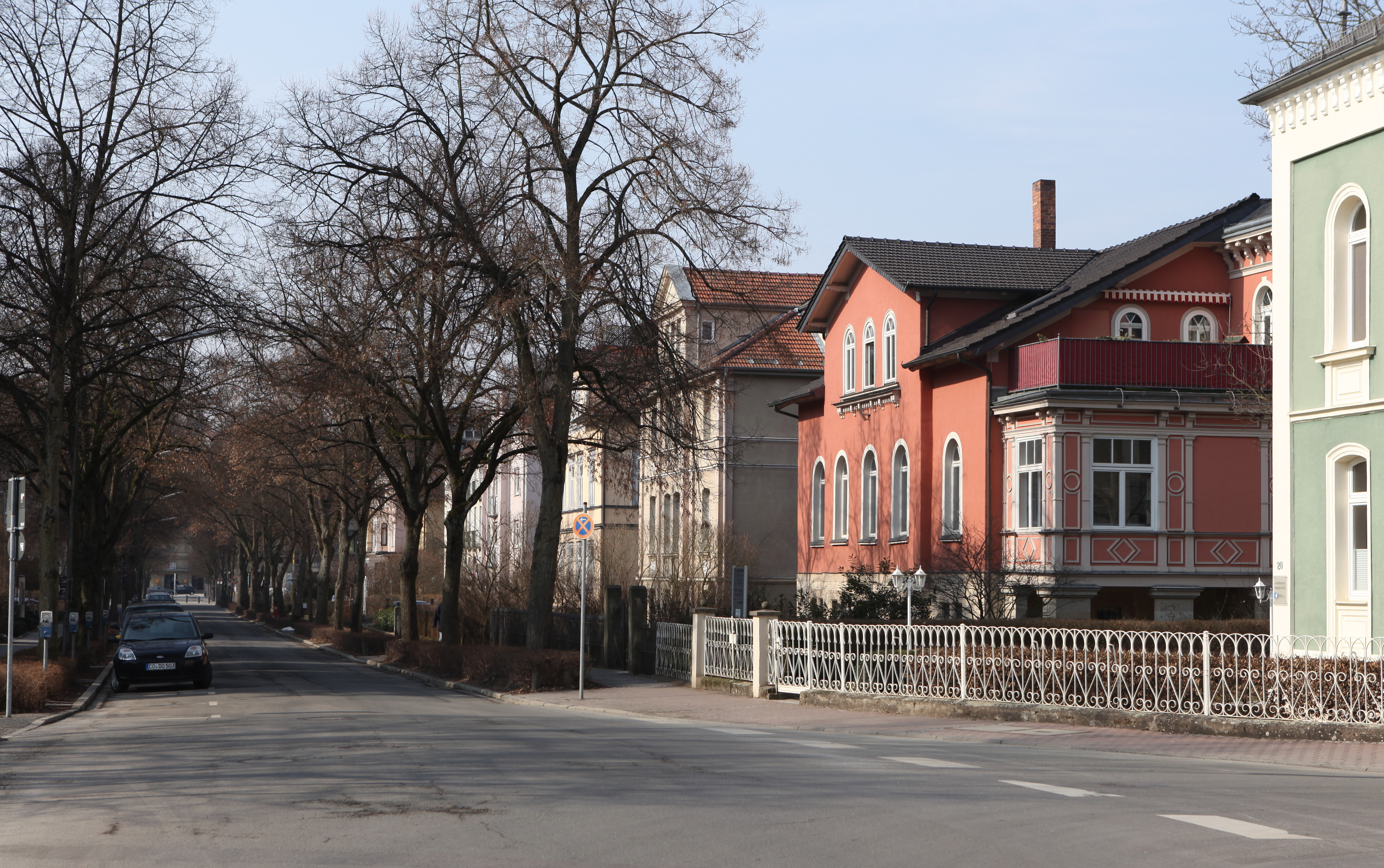
Bahnhofstraße

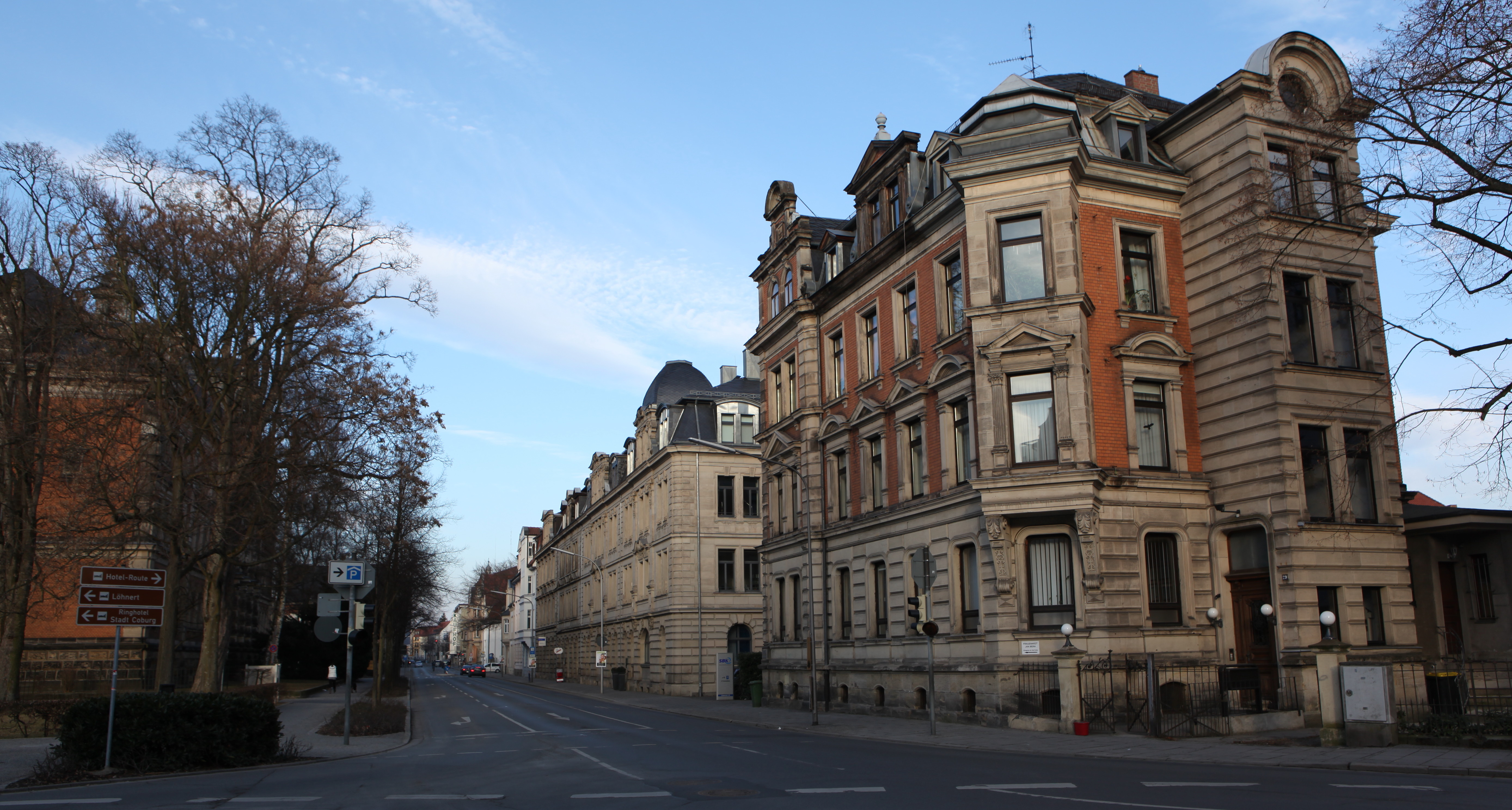
Löwenstraße

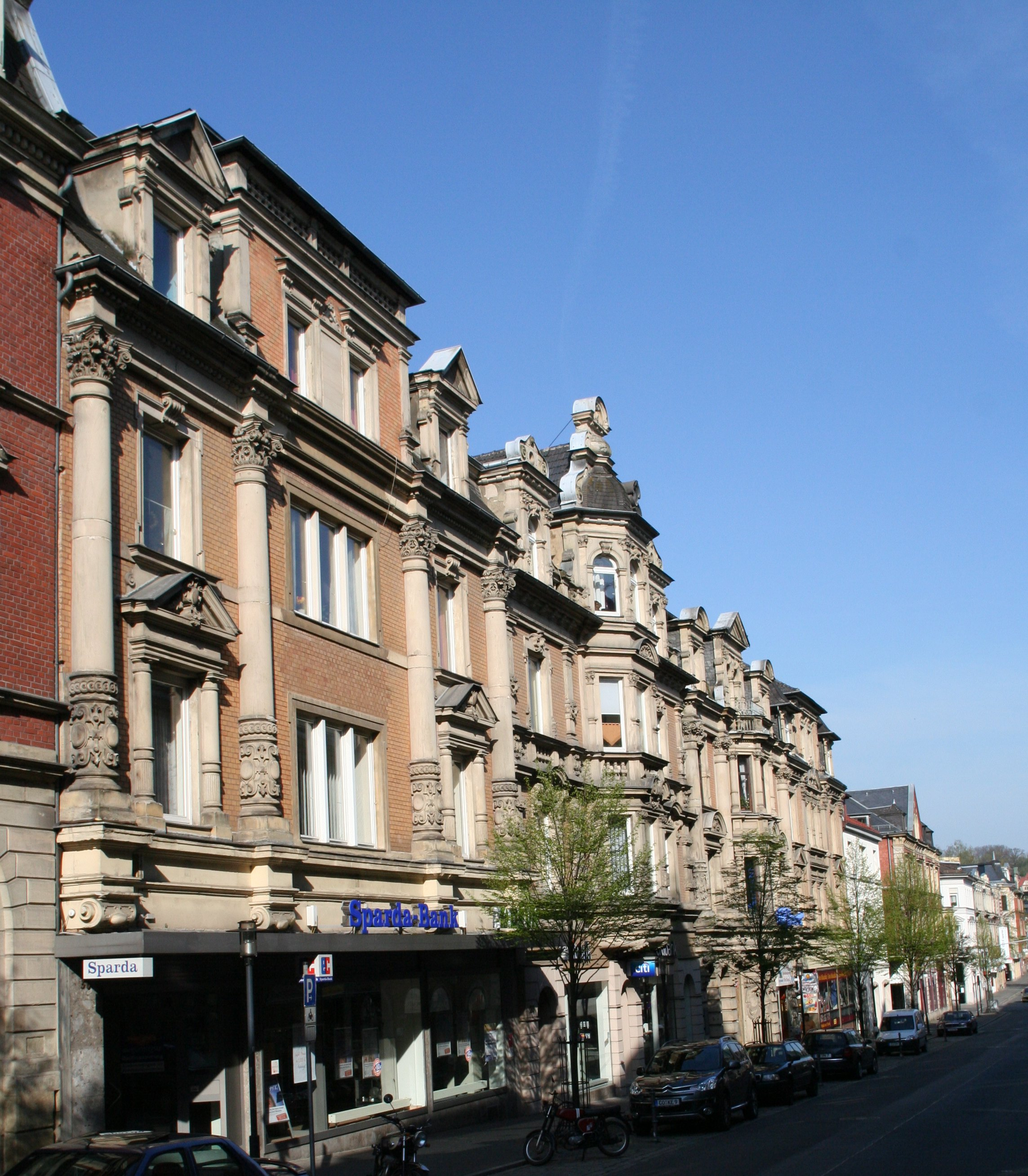
Mohrenstraße

Das Ensemble Bahnhofsvorstadt umfasst die nordwestlich der Altstadt liegende Stadterweiterung in der Niederung der Itz, die vor allem ab Mitte des 19. Jahrhunderts bebaut wurde. Die 1858 eröffnete Werra-Eisenbahn, die westlich an der Altstadt vorbeiführt, schuf die Voraussetzungen für eine Stadterweiterung, die sich, wie üblich im 19. Jahrhundert, in Richtung Bahnhof entwickelte, der in Coburg nordwestlich des Altstadtkerns liegt. Grund für die Stadterweiterungen Coburgs im 19. Jahrhundert war der Bedarf an Neubauflächen für die Erstellung von Wohnhäusern, einschließlich Arbeiterhäusern (z. B. an der Kreuzwehrstraße), und Fabriken. Trotz der Bedenken wegen der von Überschwemmungen bedrohten und für ungesund erachteten Flussniederung an der Itz konnte sich die übliche Entwicklung durchsetzen, so dass hier in der Folge das größte historistische Stadtviertel Coburgs entstand. Trotz verschiedener Ansätze und Entwürfe gelang es jedoch nie, einen Gesamtplan für die Stadterweiterung festzulegen. Ein 1864 dafür kurzfristig angesetzter Wettbewerb, aus dessen Ergebnissen Bebauungsnormen entwickelt werden sollten, führte wegen geringer Resonanz nicht weiter.
Zwischen der Altstadt und dem Bahnhof wurde daher nach und nach ein großzügiges geradliniges Straßennetz angelegt, mit dem unter Aussparung des Itzflusses das Gebiet systematisiert wurde. Es herrscht trotz der schrittweisen Bebauung ein nahezu rechtwinkliges Rastersystem vor. Neuer städtebaulicher Schwerpunkt wurde der Bahnhof mit Vorplatz, auf den zwei der wichtigsten Straßenzüge ausgerichtet sind: Zum einen die 1861 als Allee angelegte Bahnhofstraße, die, auf das Rosenauschlösschen ausgerichtet, in westöstlicher Richtung zwischen dem Bahnhof und dem nördlichen Torbereich der Altstadt (über die „Allee“ weiter zur Ehrenburg) vermittelt. Zum andern die Mohrenstraße als direktere Verbindung von der Altstadt zum Bahnhof. Sie führt vom Spitaltor in nordwestlicher Richtung direkt auf den Bahnhof zu, knickt jedoch nach Überquerung der Itz nach Westen in das rechtwinklige Straßensystem des Bahnhofsviertels ab.
Die erst in den 1890er Jahren in Orientierung zum Fluss- und Stadtmauerverlauf angelegte Löwenstraße verläuft rechtwinklig quer zur Mohrenstraße. Einige geplante Straßen wurden nie verwirklicht, wie die direkte Verbindung der Lossaustraße zur Judengasse, deren Kreuzung in der Löwenstraße städtebaulich vorbereitet wurde (Löwenstraße 27 und 29).
Die Straßenzüge werden durch eine gehobene Wohnbebauung in den Hauptstraßenzügen (Bahnhofsplatz, Bahnhofs-, Mohren-, Löwen-, Lossau-, Kreuzwehr- und Seifartshofstraße) geprägt. Villen und villenartige Wohnhäuser mit Gärten und entsprechenden Nebenanlagen, Miets- und Geschäftshäuser (vor allem im stadtnahen Bereich der Mohrenstraße) aber auch die Arbeiterwohnhäuser im nördlichen Bereich des Bahnhofsviertels (Kreuzwehrstraße, Heuweg und Brückenstraße). Fabrikations- und Lagerbauten zeigen nicht nur die unterschiedlichen Funktionen des neuen Stadtquartiers, sondern vor allem auch die reiche Stilvielfalt des Historismus von den 1860er Jahren bis in die Zeit um den Zweiten Weltkrieg, die sowohl in ihrer zeitlichen Folge als auch in ihrer thematischen Abstufung ablesbar ist. Die Bebauung des Stadterweiterungsgebietes verfügt über eine reiche Stilvielfalt des Historismus von den 1960er Jahren bis in die ersten Jahrzehnte des 20. Jahrhunderts hinein, die sowohl in ihrer zeitlichen Abfolge als auch in ihrer thematischen Abstufung ablesbar sind. Die städtebauliche Leistung wird durch Blickbeziehungen bereichert: In der Bahnhofstraße durch das Rosenauer Ritterschlösschen und den Bahnhof, in der Mohrenstraße durch die Veste oder auch eine kleine Ruhebankanlage. Die geschlossene Wirkung der historistischen Stadterweiterung wird beeinträchtigt vor allem durch überdimensionierte Verwaltungsbauten und einem Parkhaus in Bahnhofsnähe und ein Kaufhaus in der Mohrenstraße.
Das Ensemble wird umgrenzt von Lossaustraße 1, 6, 6a mit östlichem Bahnkörper, Kanonenweg 50/52, Callenberger Straße 30-18 (gerade Nummern), 19, Brückenstraße 12, 17–9 (ungerade Nummern), Callenberger Straße 8, 4, 2, Bahnhofstraße 18, 14, 12, 10, 8, 6, 4, 2, Heiligkreuzstraße 15, Bahnhofstraße 1, 3, 5, 7, 11, Seifartshofstraße 3a–25 (ungerade Nummern), Mohrenstraße 13, 15, 15a, 21–33 (ungerade Nummern), Steinweg 5, 1, Spitalgasse 29, Mohrenstraße 38, 36, Webergasse 35, Mohrenstraße 34–20 (gerade Nummern), Fußweg über dem verrohrten Hahnfluss, Viktoriastraße 9, Judengasse 41–45, 49, 51, Judenbrücke und östlicher Bahnkörper. Es gliedert sich in die drei besonderen Bereiche Bahnhofstraße, Löwenstraße und Mohrenstraße. Aktennummer: E-4-63-000-22

### Ensemble Rosenauer Straße

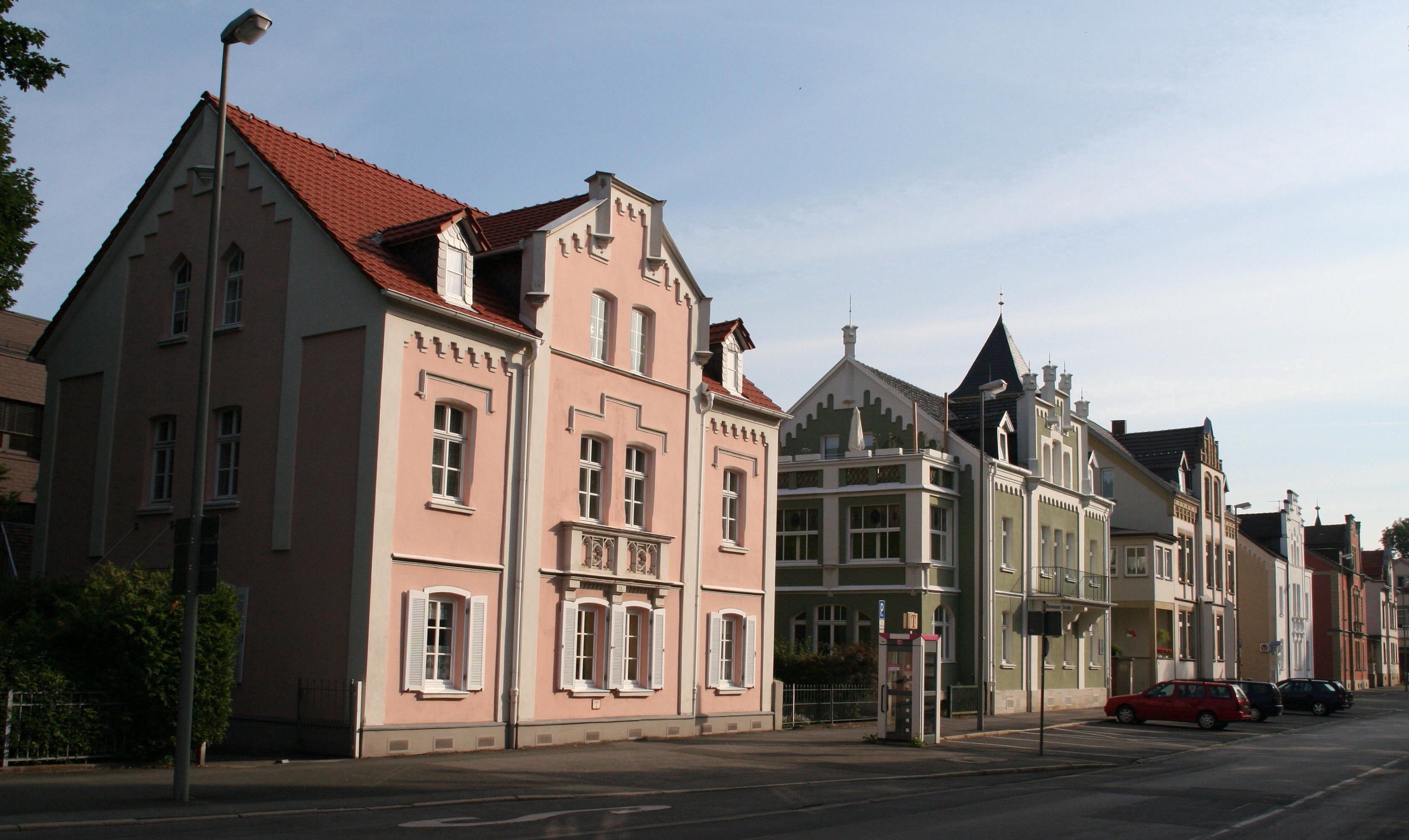
Rosenauer Straße

Die Rosenauer Straße führt nordöstlich von der Altstadt aus dem Bereich des ehemaligen Hahntors in gerader Linie am Rittersteich mit Rosenauschlößchen vorbei zur Rosenau. Sie wird dort nördlich von zweigeschossigen neugotischen Wohnhäusern aus der Zeit um 1870 gesäumt. Diesen schließen sich östlich auf der gegenüberliegenden Straßenseite historistische Wohnhäuser an, wodurch der spätmittelalterliche Rittersteich, der mit seinen begrünten Uferzonen ein Teil des im 19. Jahrhundert um die Altstadt angelegten Grüngürtels geworden ist, als Vorstadtbereich eingefasst wird. Aktennummer: E-4-63-000-6

### Ensemble Villenviertel Festungsberg

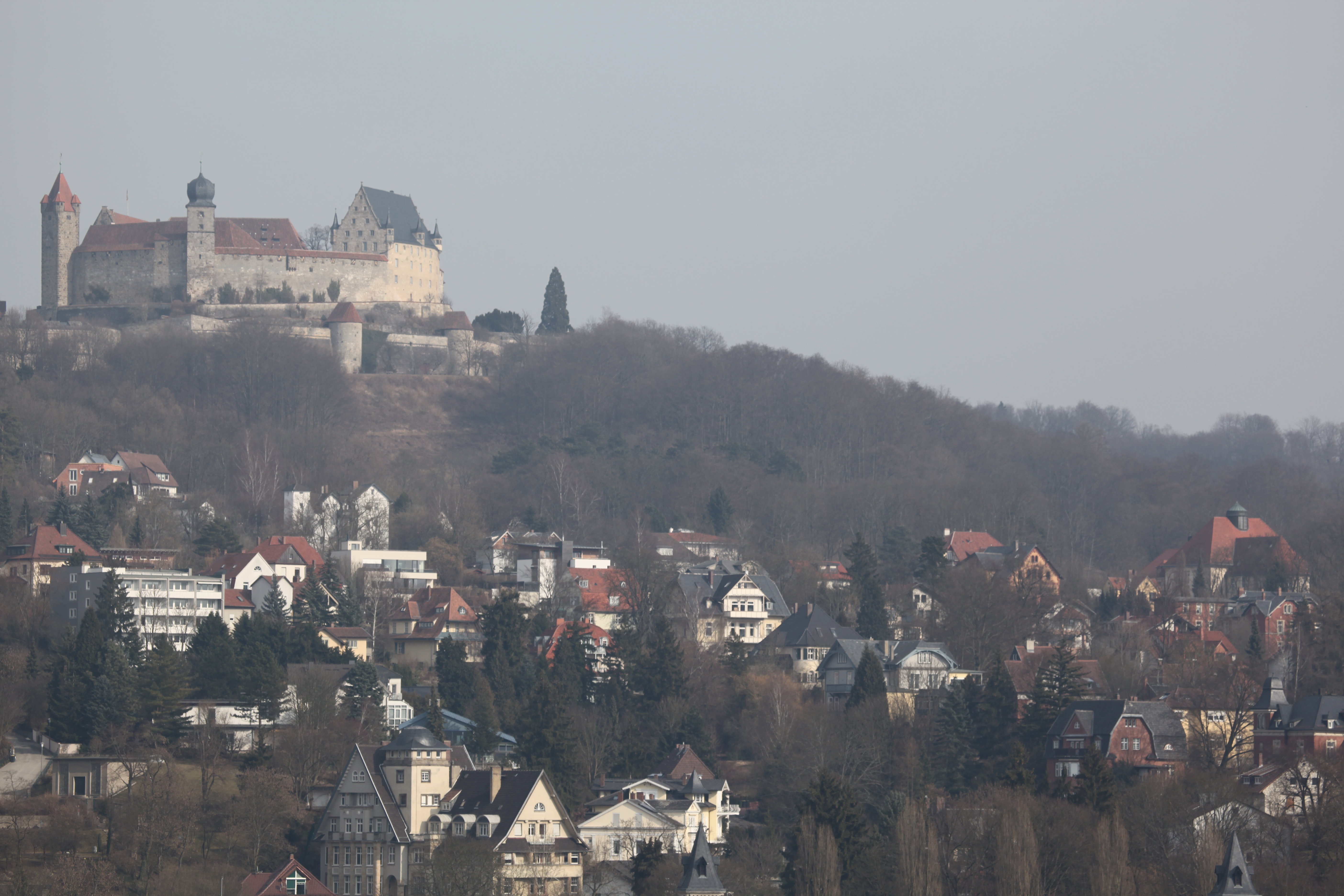
Festungsberg

Östlich der Altstadt und nördlich des Hofgartens entstand am Fuße des Festungsberges seit Mitte des 19. Jahrhunderts ein durchgrüntes Villenquartier. Zunächst wurden mit der neugotischen katholischen Stadtpfarrkirche von 1855 und dem Landkrankenhaus von 1860 östlich über dem zur Allee umgewandelten Graben monumentale Akzente gesetzt. Entlang dem Hofgarten entstanden seit 1867 an der Festungsstraße stattliche Villen in vorwiegend neugotischer Formensprache. In der Folgezeit bis in die 1930er Jahre wurde das Quartier mit Villen des Spätklassizismus, Historismus, Jugend-, Reform- und Heimatstils in unterschiedlicher Größe und Gestalt bebaut. Das charakteristische Villenquartier zeigt exemplarisch die architektonische Vielfalt und den Stilwandel innerhalb weniger Jahrzehnte. Aktennummer: E-4-63-000-7

### Ensemble Handwerkersiedlung Hahnweg

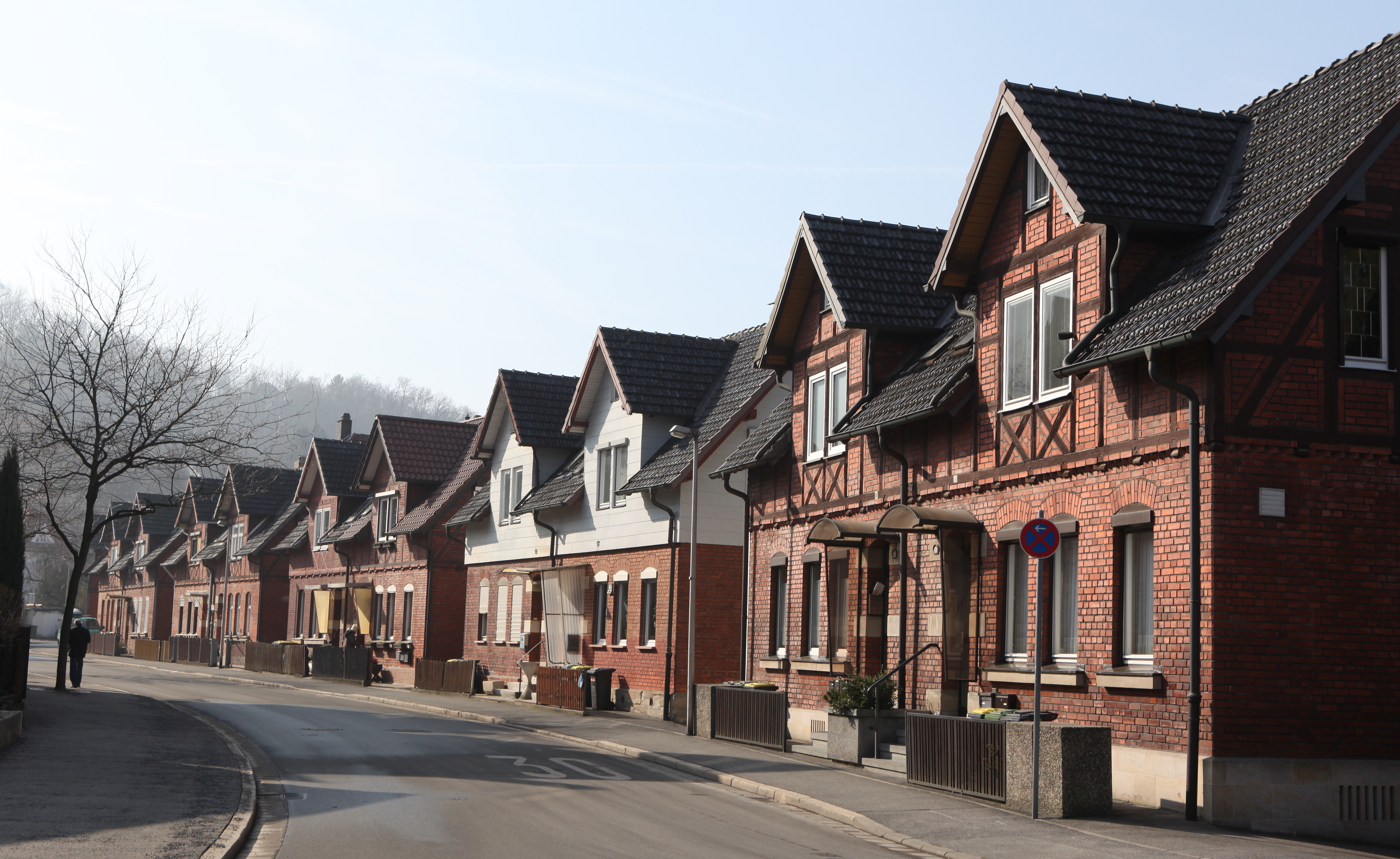
Hahnweg

Die auf Veranlassung der Herzogin Alexandrine nach einheitlichem Plan 1893–1895 entstandene Handwerker- bzw. Arbeitersiedlung ist von hoher Geschlossenheit mit einer langen Zeile von Doppelwohnhäusern nordwestlich entlang dem S-förmig verlaufenden Hahnweg. Die eingeschossigen Ziegelbauten mit Fachwerkkniestock und Zwerchgiebeln sind typisch für den Kleinwohnhausbau der Jahrhundertwende. In ihrer gleichmäßigen Reihung sind sie von großer städtebaulicher Wirkung. Im südlichen Bereich ergänzen gegenüberliegende zweigeschossige Mietshäuser (Nr. 94, 98/100 und 108/110 von Otto Leheis) und ein eingeschossiges Wohnhaus mit Erkerturm (Nr. 96) die Siedlung zum Straßenraum. Aktennummer: E-4-63-000-3

### Ensemble Lutherstraße

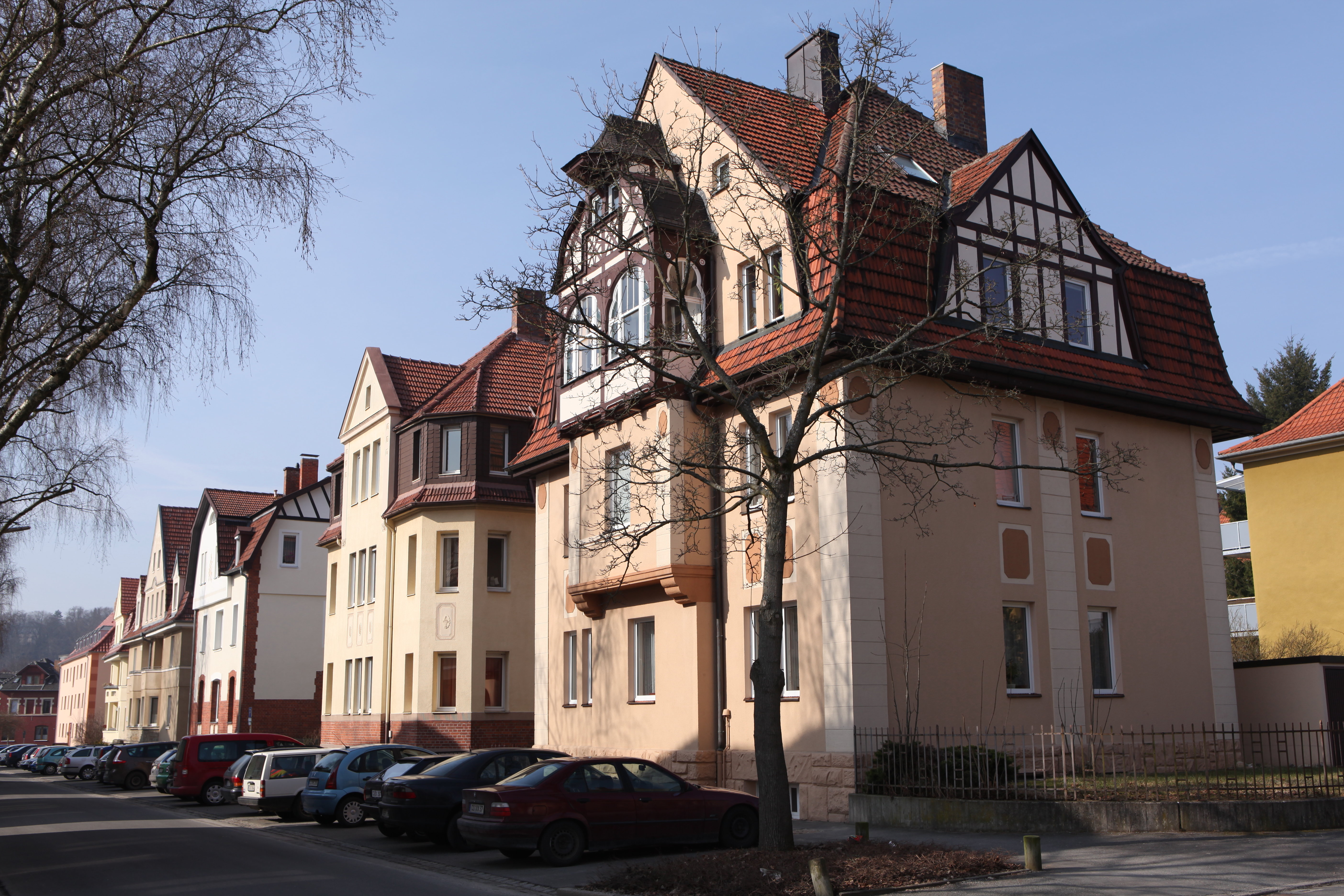
Lutherstraße

Die Lutherstraße liegt in einem Stadterweiterungsgebiet nördlich des Altortes zwischen Itz-Fluss, Lauterbach und der nach Osten abzweigenden Bahnlinie nach Eisenach, das vor allem in den ersten zwei Dekaden des 20. Jahrhunderts bebaut wurde. Die baumgesäumte, geradlinig parallel zur Bahn angelegte Lutherstraße wird geprägt von zumeist zweigeschossigen Mietwohnhäusern mit ausgebautem Dachgeschoss, die ein sehr geschlossenes Straßenbild erzeugen. Die Einzel- oder Doppelhäuser zeigen die Stilformen des späten, reduzierten Historismus, der einerseits noch den Baukörper durch Erker, Giebel etc. bereichert, andererseits aber durch bescheidenere Bauzier auf die Reformtendenzen des Heimatstils reagiert. Aktennummer: E-4-63-000-5

### Ensemble Judenberg

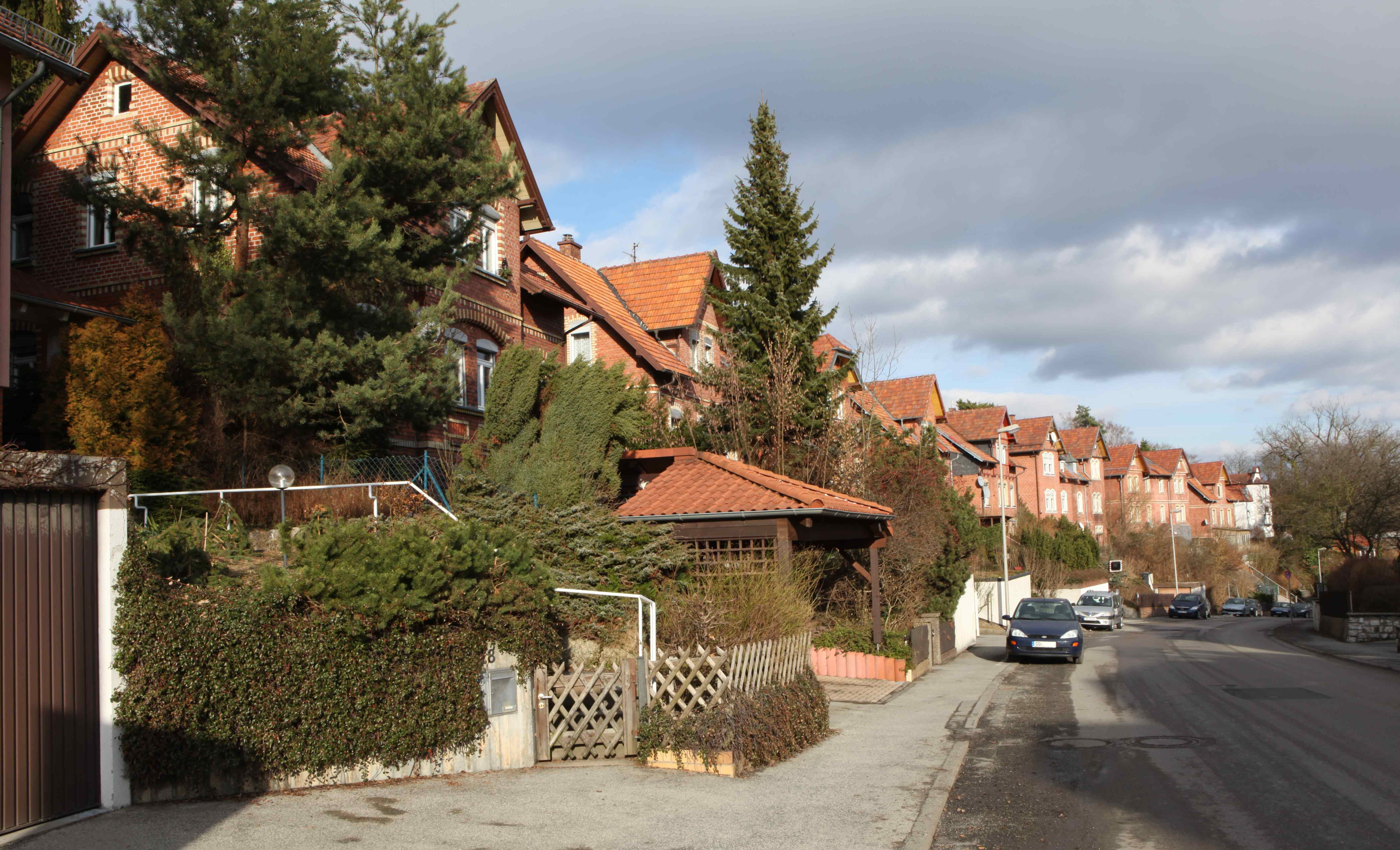
Judenberg

An der nördlichen Hangkante der hohlwegartigen, gekrümmt bergauf führenden Judenberg-Straße wurde 1905 durch Friedrich (Fritz) Christ nach einheitlichem Plan eine Folge von Einzel- und Doppelwohnhäusern errichtet. Die traufständigen Ziegelbauten mit Kniestock, mehrfarbig oder mit Hausteingliederung, haben mittige Zwerchgiebel. Sie verkörpern einen verbreiteten Typus von Kleinwohnhäusern, der dort in regelmäßiger Reihung städtebaulich besonders wirksam wird. Die Häuserzeile wird eingefasst von Mansarddachbauten am unteren Ende von einer reicher gegliederten Variante des vorgegebenen Typs, am oberen Ende von einem zweigeschossigen Mietshaus (Judenberg 30/32). Aktennummer: E-4-63-000-4

## Zusätzliche Speziallisten
- Liste der Pfarrhäuser in Coburg

## Bodendenkmäler
Verschiedene Bodendenkmäler werden in der Denkmalliste geführt. Magnus Wintergerst beschreibt einige Bodendenkmäler im vom Bayerischen Landesamt für Denkmalpflege herausgegebenen Band IV.48 Stadt Coburg.

### Kernstadt

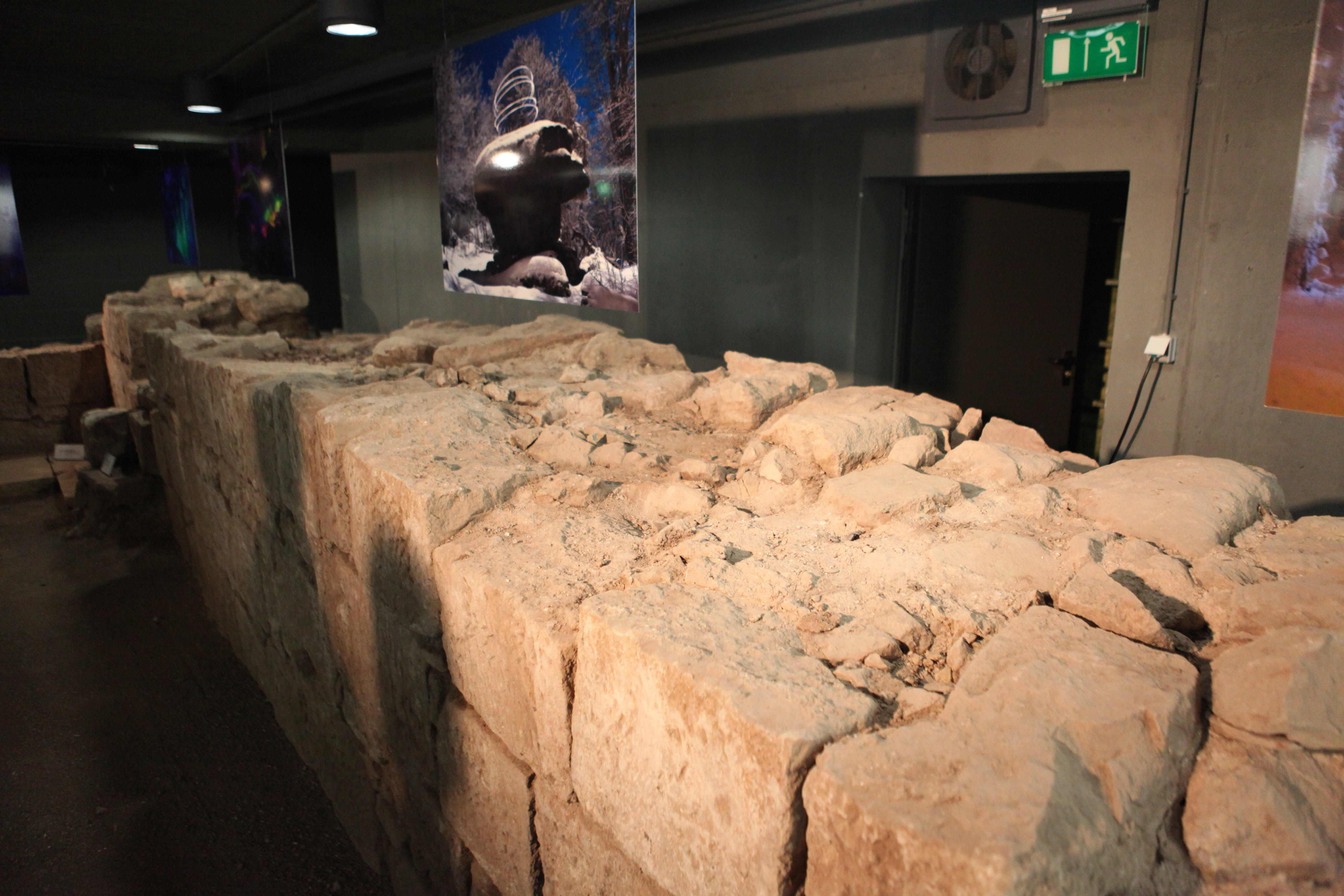
Grabungsmuseum

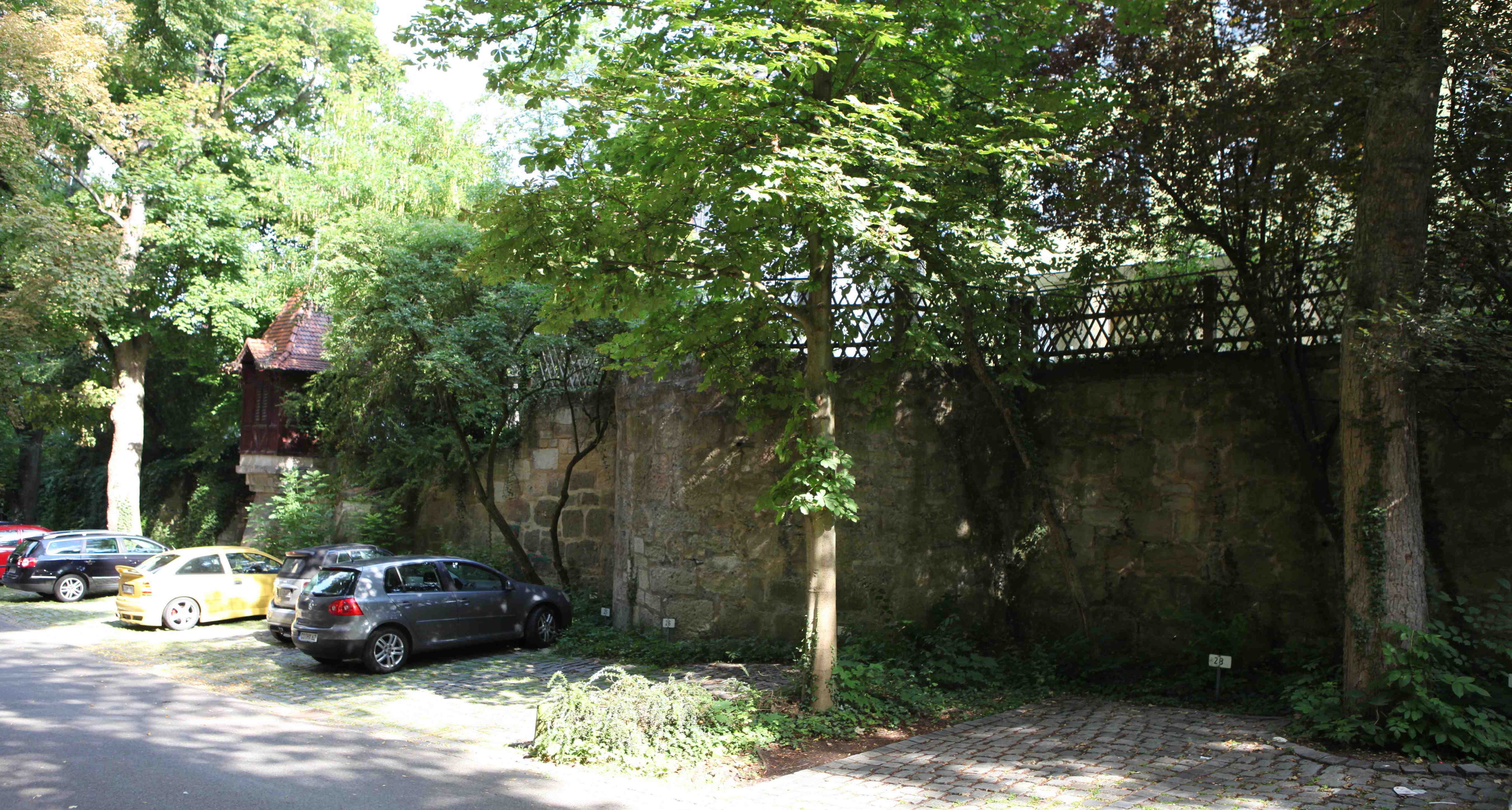
Zwingermauer, zweite Hälfte des 13. Jahrhunderts

- Zu den Bodendenkmälern gehören die untertägigen Teile der Vorgängerbauten des hohen und späten Mittelalters der Kirche St. Moriz, errichtet ab der 2. Hälfte des 14. Jahrhunderts.   Archäologische Grabungen[6] an der Nordostseite der Morizkirche haben die Existenz eines frühen Friedhofs an dieser Stelle nachgewiesen. Wenngleich dessen Funde nicht vor das 13. Jahrhundert zu datieren sind, reichen nach Forschungen von Magnus Wintergerst die Wurzeln des Kirchhofs wahrscheinlich bis in die karolingisch-ottonische Epoche.[7] Die Grabungen sind im angrenzenden neuen Ämterhaus in einer Ausstellung dokumentiert. (Lage)
- Ein seit 1075 auf dem späteren Festungsberg stehendes Filialkloster (Propstei) der Benediktinerabtei Saalfeld wurde von den Grafen von Henneberg in den Itzgrund verlegt. 1256 ist dort eine Propstei mit einer eigenen Kapelle im südöstlichen Stadtviertel belegt. Die untertägigen Teile der ehemaligen Propstei des Klosters Sankt Peter und Paul wurden ab 1729 abgebrochen. Grundmauern der Propstei, die Baugeschichte und Grabungsdokumentation des östlichen Kirchhofs neben der Kirche St. Moriz, mittelalterliche und frühneuzeitliche Keramiken, Spielgeräte, Hausratsobjekte, Schmuck und Münzen sind im Grabungsmuseum Kirchhof dokumentiert. (Lage)

Außerdem gibt es die untertägigen Teile der mittelalterlichen Kernstadt (Lage) mit
- dem Abschnitt einer Holz-Erde-Befestigung des Mittelalters im Bereich des Marktplatzes, (Lage)
- den untertägigen Teilen und hochmittelalterlichen Vorgängerbefunden des ehemaligen Franziskanerklosters aus der Mitte des 13. Jahrhunderts sowie untertägige Teile des Schlosses Ehrenburg, errichtet ab Mitte des 16. Jahrhunderts, (Lage)
- der Siedlung des frühen Mittelalters und untertägige Teilen sowie Befunde und Funde der ehemaligen Wirtschaftsgebäude des Schlosses Ehrenburg des 16. Jahrhunderts, abgebrochen 1810/11, (Lage)
- den Vorgängerbauten und untertägigen Teilen der teilweise obertägig erhaltenen Stadtbefestigung des 13. Jahrhunderts der mittelalterlichen Kernstadt zwischen der ehemaligen Propstei und dem Judentor, (Lage)
- den Vorgängerbauten und vermutlichen untertägigen Teilen der Stadtbefestigung des 13. Jahrhunderts zwischen der ehemaligen Propstei und dem Judentor, (Lage)
- den untertägigen Teilen der spätmittelalterlichen Steintorvorstadt, (Lage)
- den untertägigen Teilen der spätmittelalterlichen Ketschenvorstadt, (Lage)
- den untertägigen Teilen der teilweise obertägig erhaltenen Stadtbefestigung der spätmittelalterlichen Ketschenvorstadt, (Lage)
- den untertägigen Teilen der Kirche St. Salvator des 17. Jahrhunderts, (Lage)
- den untertägigen Teilen der spätmittelalterlichen Judenvorstadt, (Lage)
- den untertägigen Teilen und Vorgängerbauten der  neuzeitlichen Judenbrücke, errichtet 1783, (Lage)
- den untertägigen Teilen der spätmittelalterlichen Steinwegvorstadt, (Lage)
- den untertägigen Teilen der ehemaligen Stadtbefestigung der spätmittelalterlichen Steinwegvorstadt, (Lage)
- den untertägigen Teilen und Vorgängerbauten der Heilig-Kreuz Kirche des ersten Viertels des 15. Jahrhunderts, stark verändert in der 1. Hälfte des 18. Jahrhunderts, (Lage)
- den untertägigen Teilen der ehemaligen Siechenkapellen St. Nikolaus des 15. Jahrhunderts. (Lage)

Außerhalb der Kernstadt liegen
- das Grabenwerk vor- und frühgeschichtlicherZeitstellung, (Lage)
- die Siedlung des Neolithikums. (Lage)

### Bertelsdorf
- Freilandstation des Mesolithikums und Siedlung der Hallstattzeit an der Lauter (Lage)

### Callenberg

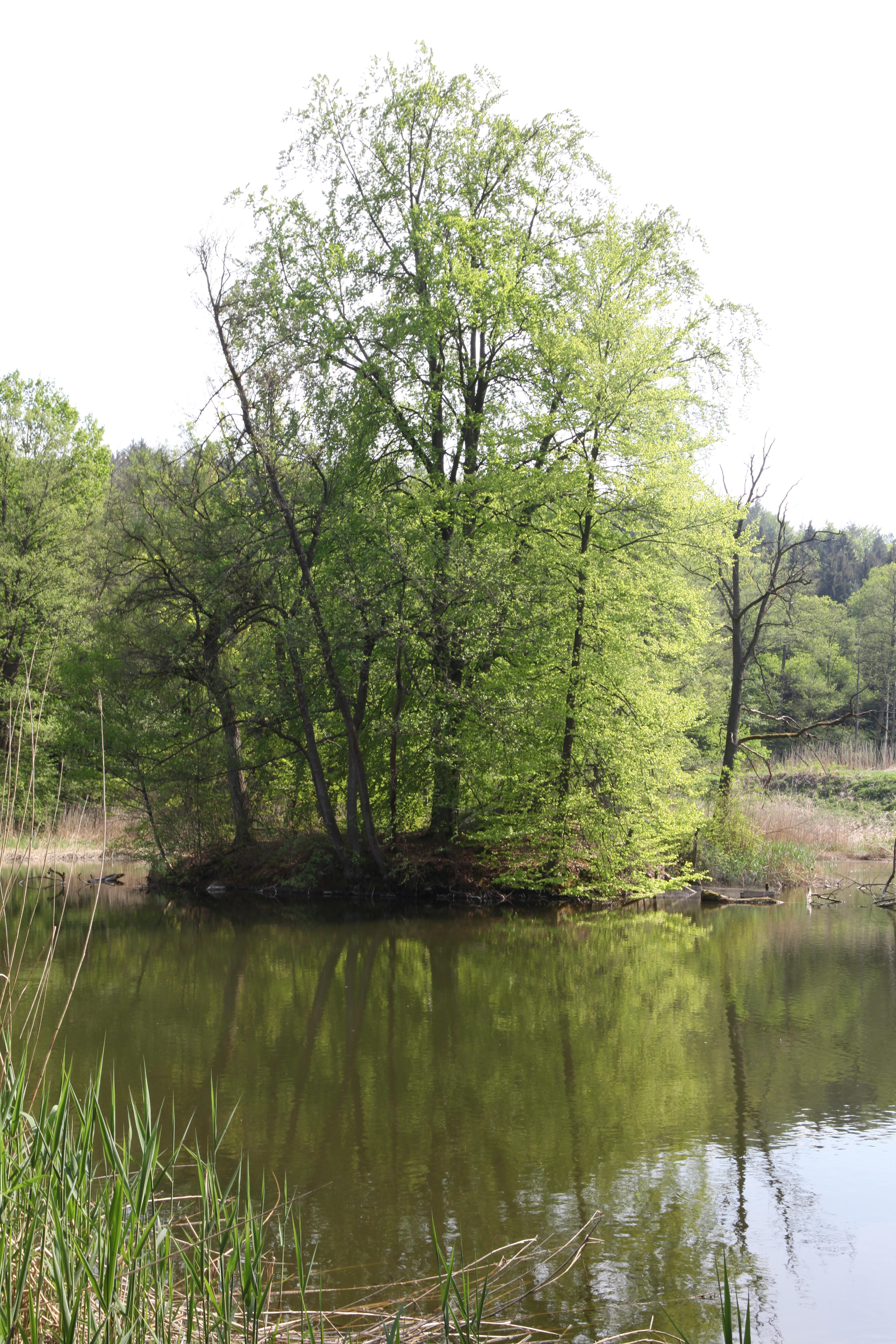
Turmhügel im Callenberger Forst

- Vorgängerbefunde und untertägige Teile des Schlosses Callenberg des Mittelalters und der Neuzeit (Lage)
- Mittelalterliche Vorgängerbauten des Wirtschaftshofes des Schlosses (Lage)
- Ein kleiner Turmhügel liegt als Insel mit einem Durchmesser von 25 Metern mitten im Kropfweiher.[8] Am Ufer, im Bereich der wüst gefallenen Hofstelle Kropfweihers, wurde außerdem Keramik des hohen und späten Mittelalters gefunden,[9] (Lage)
- Auf der Buchleite, im Bereich des herzoglichen Friedhofs, gab es zwischen 1100 und 1200 eine Burg.[10] (Burgstall des hohen und späten Mittelalters) (Lage)

### Coburger Forst
- Auf dem Festungsberg untertägige Teile der mittelalterlichen Burg und der neuzeitlichen Festung mit Vorgängerbauten seit dem hohen Mittelalter sowie Siedlung des Jungneolithikums, der Urnenfelderzeit, der Hallstattzeit und der frühen Latènezeit und hochmittelalterliche Körpergräber.(Lage)
- Auf dem Fürwitz eine Höhensiedlung der Latènezeit mit einer gestaffelten Graben-Wall-Anlage als Befestigung vermutlich des 10. Jahrhunderts und des hohen Mittelalters mit Fund mehrerer Eisensporen[11] (Lage)

### Creidlitz
- Freilandstation des Paläolithikums und des Mesolithikums, am Hasenstein gelegen (Lage)
- Siedlung vorgeschichtlicher Zeitstellung, bei der Hahnwiese gelegen (Lage)

### Ketschendorf
- Mittelalterlicher Turmhügel, wohl ein kleiner, befestigter Ministerialensitz mit sieben Meter Durchmesser wurde 1934 am Gustav-Hirschfeld-Ring (hinter dem Klinikum) abgetragen. Dabei wurden glasierte und unglasierte Keramik, Steinschutt, Tierknochen und Eisennägel gefunden.[12] (Lage)

### Lützelbuch
- Archäologische Befunde und Funde sowie untertägige Teile des ehemaligen mittelalterlichen und neuzeitlichen Rittergutes, ersterwähnt 1496 (Lage)
- Siedlung des Neolithikums beim Rittergut (Lage)

### Neu- und Neershof
- Archäologische Befunde und Funde sowie mittelalterliche Vorgängerbauten und untertägige Teile des Schlosses Neuhof des 16./17. Jahrhunderts (Lage)

### Neuses
- Spätmittelalterliche Vorgängerbauten und untertägige Teile der Kirche St. Matthäus des 18. Jahrhunderts (Lage)

### Seidmannsdorf
- Mittelalterliche Vorgängerbauten und untertägige Teile der Pfarrkirche von Seidmannsdorf des 16. Jahrhunderts (Lage)

### Scheuerfeld
- Siedlung vor- und frühgeschichtlicher Zeitstellung am Marterweg (Lage)
- Freilandstation des Mesolithikums und Siedlung des Neolithikums an der Schmiedsgasse (Lage)
- Mittelalterlichen Vorgängerbauten der 1832/34 errichteten Kirche (Lage)
- Vermutlich weitgehend verebneter Turmhügel des Mittelalters sowie untertägige Teile des ehemaligen frühneuzeitlichen Schlosses an der Nikolaus-Zech-Straße (Lage)
- Untertägige Teile und Vorgängerbauten des Eichhofes, belegt seit 1440, und untertägige Teile des Schlosses Eichhof des 17./18. Jahrhunderts (Lage)
- Freilandstation des Mesolithikums bei Schloss Eichhof (Lage)
- Siedlung vor- und frühgeschichtlicher Zeitstellung an der Bayernstraße bei Schorkendorf (Lage)
- Freilandstation des Mesolithikums, Siedlung der Linearbandkeramik und Wüstung der Karolingerzeit, Tiefer Graben vor Hergramsdorf (Lage)

### Wüstenahorn
- Archäologische Befunde und Funde sowie mittelalterliche Vorgängerbauten im Bereich des Rittergutes, ersterwähnt 1494 (Lage)
- Ovales Grabenwerk vor- und frühgeschichtlicher Zeitstellung westlich des Rittergutes gelegen (Lage)

## Baugewerbe, Architekten und Baumeister
- Eduard Amend (* 1876 in Coburg; † 1935 ebenda), Maurermeister, Baugewerksmeister.
Bauten: Hahnweg 104/106, Malmedystraße 2, Anbau Marienstraße 9, Pilgramsroth 7, 9, 12, 14, 16.
- Carl Bauer (* 1878 in Neustadt bei Coburg; † 1954 in Kronach), Maurermeister.
Bauten: Callenberger Straße 4, gemeinsam mit Johannes Köhler: Callenberger Straße 5, Viktoriastraße 3, Weichengereuth 1, 2, 3 und Marschberg 1, 3, 5 (wurden für die Frankenbrücke abgebrochen), Umbau Oberer Bürglaß 7.
- Otto Behrens (* 1918 in Güstrow; † 1970), Architekt, Stadtoberbaurat.
Bauten: Ahorner Straße 2, Ketschengasse 26, St. Salvator Neugestaltung des Innenraums, Kongresshaus[13]
- Max von Berg, Architekt.
Bauten: Eupenstraße 48, Innenraum der Kirche Unserer Lieben Frau, Kapelle Weiherstraße 9.
- August Berger (* 1860 in Teichdorf; † 1947 in Hildburghausen), Architekt und Bauunternehmer.
Bauten: Bahnhofstraße 10/12, Hintere Kreuzgasse 1, Hohe Straße 28, Ketschengasse 22, 24, Kleine Johannisgasse 9, Mohrenstraße 36, Nordlehne 1/3 (Klingenburg), Queckbrunngasse 11/12, Raststraße 5 (ehem. Fahrradfabrik Greif & Schlick), Sally-Ehrlich-Straße 2, Seidmannsdorfer Straße 1/3, 22, Weichengereuth 50/50a, Wohnhaus Gut Birkenmoor.
- Arthur Bergmann (* 1883 in Chemnitz; † 1961 in Eisenach), Architekt.
Bauten: Adamiberg 1, Bahnhofstraße 20, Bergstraße 20, Hohe Straße 19, Fassade Kleine Johannisgasse 8, gemeinsam mit Fritz Bergmann: Umbau Mohrenstraße 3, Umbau Mohrenstraße 38.
- Max Böhme (* 1870 in Zeitz; † 1925 in Coburg), Stadtbaumeister.
Bauten: Eingangsbau Alfred-Sauerteig-Anlage 1 (Volksbad), Bamberger Straße 2, gemeinsam mit Carl Kleemann: Gustav-Freytag-Weg 23, Gebäude und Gestaltung Hinterer Glockenberg 3/3a/3b/4/4a (Friedhof), Heilig-Kreuz-Schule, Umbau Heiligkreuzstraße 28, Aufstockung Schillerplatz 3, Schleifanger 1 (Heilig-Kreuz-Schule), gemeinsam mit Heinecke: Spitalgasse 19 (ehem. Kaufhaus), Steinweg 5/7 (Bankgebäude), Umbau Uferstraße 4 (Stadtwerke), Uferanlagen und Brücken an der Itz, Umbau des Rathauses (Markt 1), Kleiner Rosengarten, Wasserwerke Plattenäcker und Himmelsacker.
- Brockardt Coburg, Baumeisterfamilie (bis 1945): Johann Martin Andreas Brockardt, Bernhard Brockardt, Sophie Brockardt, Ernst Brockardt, Paul Brockardt (Regierungsbaumeister).
Bauten: Albertsplatz 5/5a, Blumenstraße 7, Erweiterung Festungshof 1 (Hotel Festungshof), Festungsstraße 9b (ehem. Institut Wilhelmshöhe), Heiligkreuzstraße 8, Hohe Straße 12, 16, Hohe Straße 30, Hügelstraße 2, Umbau Judengasse 6, Umbau Judengasse 31, 33, 50, 56, Kanalstraße 3, Ketschendorfer Straße 5, Ketschengasse 43, Kleine Johannisgasse 8, Kleine Rosenau 7, Lossaustraße 5, Löwenstraße 17, 20, 22, 24, Metzgergasse 2, Aufstockung Mohrenstraße 3, Mohrenstraße 4, 6, Mühldamm 6, 18, Umbau Mühlgasse 9, Nägleinsgasse 5, Aufstockung Neuer Weg 5, Obere Anlage 2, Obere Klinge 5, 5a, 5d, Anbau Oberer Bürglaß 2/4 (ehem. Palais Kyrill), Oberer Bürglaß 32, Sally-Ehrlich-Straße 10 (ehem. Wohnhaus von Sally Ehrlich), Scharnhorststraße 2/4/6/8, Sonntagsanger 5/5a, 8, 9/10, 16/16a, Spitalgasse 4, 29, Steintor 4, Steinweg 30, 62, Anbau Untere Klinge 2, Untere Klinge 10, Weichengereuth 12, 14.
- Paul Brockardt (* 8. Januar 1882 in Coburg; † 1941 in Prag), Regierungsbaumeister.
Bauten: Scharnhorststraße 2-8 (Brockardt-Block).
- Friedrich (Fritz) Christ (* 1858 in Weitramsdorf; † 1925), Korbmacher, Bauunternehmer, Immobilienmakler.
Bauten: Judenberg, Christenstraße, Kasernenstraße 3a, 3b, 3c, 3d.
- Reinhard Claaßen (* 1886 in Norden (Ostfriesland); † 1960 in Coburg), Architekt.
Bauten: Umbau Schloss Callenberg, Elsässer Straße 8, 9 (ehem. Herzogl. Verwaltung), 10, Berufsschule Kanalstraße, Lange Gasse 28, Steinweg 1, 3, Dr.-Martin-Luther-Kirche in Creidlitz, Umbau Nicolaus-Zech-Straße 2 (Evangelisch-lutherische Pfarrkirche Scheuerfeld).
- August Eckardt (* 1877 in Rohrbach; † 1960 in Coburg), Maurermeister, Baumeister.
Bauten: Ketschengasse 23, Umbau Löwenstraße 15a, Löwenstraße 17a, 19 (Bauleitung), Spitalgasse 30, Steinweg 21, 57, 60, Theaterplatz 7.
- Bernhard Felber, wahrscheinlich aus Chemnitz, Baumeister. Seit 1868 in Coburg nachweisbar.
Bauten: Goethestraße 5, Goethestraße 7, Umbau Herrngasse 19, Melanchthonstraße 12, Rosenauer Straße 3, 5, 9, 11, Steinweg 20/22, Umbau Unterer Bürglaß 5/7, Zinkenwehr 5, Zinkenwehr 7.
- Vinzenz Fischer-Birnbaum (* 1798 in Hosterwitz; † 1879 in Coburg), Baumeister, Theaterarchitekt, Ehrenbürger der Stadt Coburg 1851.
Bauten: Allee 1 (ehem. Forsthaus), 2, Festungsstraße 1 (Kirche St. Augustin), Umbau Schloßplatz 5/5a/5b (ehem. Palais Edinburgh, jetzt IHK Coburg),  Pläne für Schloßplatz 6 (ehem. Herzogl. Sachsen-Coburg-Gotha’isches Hoftheater, jetzt Landestheater Coburg) sowie Hinterer Glockenberg 3/3a/3b/4/4a (Friedhof).
- Friedrich Francke (* 1824 in Saalfeld; † 1855 in Coburg), Maurermeister, Baumeister.
Bauten: Albertsplatz 6, Bahnhofstraße 2, 11, 22, 26, Große Johannisgasse 6, Heiligkreuzstraße 35, Lossaustraße 8, 9, 10, Löwenstraße 13, Seidmannsdorfer Stfraße 32 sowie Grabmal auf dem Friedhof (Hinterer Glockenberg).
- Max Frommann (* 1860 in Coburg; † 1931 ebenda), Baurat.
Bauten: Alexandrinenstraße 14 (Villa Löwenherz), Hohe Straße 4, Fassade Kasernenstraße 14 (ehem. Glühlampenwerk Hellum), Ketschendorfer Straße 11 (Villa Wunderlich), Marienberg 3, Ladeneinbau Unterer Bürglaß 6, gemeinsam mit seinem Vater Tobias Frommann: Weichengereuth 25, Ausbau Zinkenwehr 5.
- Tobias Frommann (* 1833 in Coburg; † 1883 ebenda), Zimmermeister, Industrieller (Dampfsägewerk in Goethestraße 6).
Bauten: Alexandrinenstraße 11, Wintergarten Am Hofbräuhaus 2, Umbau Bahnhofstraße 4, Umbau Festungsstraße 5, Erneuerung Pavillon Gymnasiumsgasse 7, Umbau Heiligkreuzstraße 15, Umbau Herrngasse 3, Dachausbau Hintere Kreuzgasse 3 (Bürgerhaus), Fassade Judengasse 6, Umbau Ketschengasse 28, Umbau Ketschengasse 30, Lange Gasse 23, Anbau Marienberg 3, Umbau Mühlgasse 3, Anbau Oberer Bürglaß 7, Umbau Seidmannsdorfer Straße 32, Umbau Spitalgasse 12, Fassade Viktoriastraße 10, Umbau Dachgeschoss Webergasse 21, gemeinsam mit seinem Sohn Max Frommann: Weichengereuth 25.
- Paul Gehrlicher (* 1831 in Neustadt bei Coburg; † 1873 in Coburg), Maurermeister, .
Bauten: Adamiberg 8, Albertsplatz 1, Albertsplatz 7, Ernstplatz 1, Ernstplatz 2, Festungsstraße 5, 6, Goethestraße 11, Umbau Ketschengasse 11, Kleine Rosengasse 7.
- Karl Daniel Julius Girtanner (* 1819 in Schnepfenthal; † 1908 in Coburg), herzoglicher Bezirksbaumeister.
Bauten: gemeinsam mit Wilhelm Streib: Allee 7 (ehem. Krankenhaus), Ernstplatz 5, Gaiser Straße 14 (ehem. Schulhaus) in Lützelbuch. 1892 technische Abnahme der Bahnstrecke Coburg–Bad Rodach.
- Reinhold Gräfe (* 1846 in Hainspitz; † 1903 in Coburg), Baumeister.
Bauten: Rosenauer Straße 10, Viktoriastraße 14.
- Carl Grams (* 1852 in Coburg; † 1922 ebenda), Maurermeister.
Bauten: Callenberger Straße 70, Erweiterung Falkeneggstraße 12 (Gesindehaus Schloss Falkenegg), Friedrich-Rückert-Straße 47 (Schulhaus), Glender Straße 2, Glockenberg 2a, Ladeneinbau Herrngasse 9, Hohe Straße 2, Löwenstraße 18, Mohrenstraße 21, 23, 25, 27.
- Andreas Immler, Zimmermeister.
Bauten: Gartenstraße 4 (für sich selbst), Gerbergasse 1, Aufstockung Steinweg 54.
- Georg Kempf (* 1877 in Coburg; † 1944), herzoglicher Hofbaumeister.
Bauten: Anbau Albertsplatz 6, Umbau Allee 2, Fassade Bahnhofstraße 5, Callenberger Straße 35, Umbau Glockenberg 5/5 a, Hahnweg 18, Umbau Herrngasse 9, Umbau Judengasse 4 (ehem. Hotel Thüringer Hof), Kasernenstraße 14, Anbau Löwenstraße 29, Anbau Mohrenstraße 4, Mohrenstraße 5/5a, Neuer Weg 7, Rosenauer Straße 4, 98, gemeinsam mit Carl Kleemann: Rosenauer Straße 100 (ehem. Brauerei Scheidmantel), Spitalgasse 29, Steinweg 20/22.
- Gustav Keßler (* 1859 in Mühlhausen; † 1937 in Coburg), Zeichenlehrer.
Bauten: Goethestraße 13, Festungsstraße 9a, Anbau Festungsstraße 9b, Marienstraße 1, 3, 9, Umbau Marschberg 2, 9, Mühldamm 1, Umbau Obere Anlage 3.
- Bernhard Kleemann (* 1845 in Coburg; † 1884 ebenda), Bauinspektor.
 Bauten: Ahorner Straße 7, Hohe Straße 12a, Neuer Weg 5, Weichengereuth 12, 12a, 15, Weinstraße.
- Carl Kleemann (* 1856 in Coburg; † 1902 ebenda), Baurat.
Bauten: Vorbau Alexandrinenstraße 11, Umbau Am Hofbräuhaus 2, Ausbau Am Hofbräuhaus 3 (ehem. Braumeisterhaus), Pläne für Bahnhofstraße 10/12, Aufstockung Bahnhofstraße 22, Ernstplatz 8, Festungsstraße 10a, gemeinsam mit Max Böhme: Gustav-Freytag-Weg 23, Gymnasiumsgasse 7, Herrngasse 13, Himmelsacker 63, Hintere Kreuzgasse 1, Umbau Judengasse 1a, 18, Kasernenstraße 13, 15, Ketschengasse 22, 24, Umbau Kleine Johannisgasse 6, Anbau Kreuzwehrstraße 2, Anbau Lossaustraße 10, Löwenstraße 21/23, 25/27, Mühlgasse 5, Pilgramsroth 5, Rosenauer Straße 2, gemeinsam mit Georg Kempf: Rosenauer Straße 100 (ehem. Brauerei Scheidmantel), Seidmannsdorfer Straße 5, Umbau Seidmannsdorfer Straße 32, Seifartshofstraße 3b, Spitalgasse 3, Weichengereuth 11, Himmelsacker 63 (Bismarckturm).
- Johannes Köhler (* 1855 in Ketschendorf; † 1925 in Coburg), Lehrer der Baugewerksschule.
Bauten: zusammen mit Carl Bauer: Callenberger Straße 5, 24, 26, 28, Umbau Hambacher Weg 12/12a (ehem. Porzellan- und spätere Korbwarenfabrik), Umbau Hintere Kreuzgasse 13 (ehem. Schule), Hohe Straße 43, Judengasse 5, Lossaustraße 4a, Umbau Ketschengasse 39, Mohrenstraße 10, 29, 32, Obere Leopoldstraße 5, Umbau Park 1 (ehem. Herzogliche Marienschule), Erweiterung Parkstraße 2/4 (Schloss Ketschendorf), Spitalgasse 29, Webergasse 35; Hambacher Weg 5 in Creidlitz.
- Hermann Kühn (* 1839 in Saalfeld; † 1897 in Coburg), Maurermeister, Baumeister.
Bauten: Alexandrinenstraße 12, Umbau Ernstplatz 6, Gemüsemarkt 1, Gerbergasse 1, Goethestraße 13, Kanalstraße 5, Löwenstraße 12, 28, Mohrenstraße 3, 12, 14, 16, 18, Rosenauer Straße 23, Rosengasse 16, Seifartshofstraße 25, Steingasse 16, Steinweg 31, Anbau Untere Klinge 2.
- Christoph Kürschner (* 1883 in Coburg; † 1954 ebenda), Maurermeister.
Bauten: Hinterer Glockenberg 8g (Kapelle), Hinterer Glockenberg 10, Judengasse 24, Fassade Judengasse 36, Umbau Judengasse 56, Kanonenweg 4, Rosenauer Straße 3, Untere Anlage 1.
- Friedrich (Fritz) Kürschner (* 1847 in Coburg; † 1913 ebenda), Maurermeister.
Bauten: Blumenstraße 5, Judengasse 36 (Gasthaus Weißes Ross), Umbau Judengasse 44, Karlstraße 2, 4, Kleine Judengasse 3 (für sich selbst), Spitalgasse 28, Steinweg 58, Webergasse 21, Hohenlohebrücke als Tiefbauuntemehmer.
- Carl Otto Leheis (* 1866 in Chrieschwitz; † 1921 in Wüstendittersdorf), Baumeister, seit 1892 in Coburg.
Bauten: Adamistraße 2a, Alexandrinenstraße 1-3, Alexandrinenstraße 4 (Sonnenhaus), Bahnhofstraße 17 (für sich selbst), 36, Glockenberg 6a. Hahnweg 96, 98/100, 108/110, Werkstattgebäude Hinterm Marstall 3, Kanonenweg 50, 52, Ketschendorfer Straße 5, Ausbau Ketschendorfer Straße 6, Lossaustraße 3a (ehem. Puppenfabrik Leh), 15, Löwenstraße 15, Marienstraße 2, 4, 6, 8, 9, Mohrenstraße 9a/b, Mohrenstraße 14a, Raststraße 2/4, Sally-Ehrlich-Straße 4/6, Seifartshofstraße 8, Viktoriastraße 9 (ehem. Hotel), Weichengereuth 6, 7 (abgebrochen für den Bau der Frankenbrücke).
- Jacob Lindner (* 1810 in Coburg; † 1889 in Coburg), Theatermeister, Architekt, herzoglicher Bauinspektor.
Bauten: Bahnhofsplatz 2, Treppenweg Glockenberg 5/5a, Umbau Gymnasiumsgasse 5, Umbau Steinweg 68, 70, sonstige Bauten: gemeinsam mit Wilhelm Streib: Umbau Stadtmauer (Dekorationsmauer) in der Allee und Unteren Anlage, Friedhofsmauer des Salvatorfriedhofs, Oberer Bürglaß 4 (Bürglaßbrücke).
- Julius Martinet (* 1829 in Mittenwald; † 1899 in Coburg), Architekt, Stadtbaurat.
Bauten: Albertsplatz 1 (Lutherschule), Bahnhofstraße 18 (Augustenstift), 24, Entwurf für Kriegerdenkmal Ernstplatz, Umbau Ernstplatz 12 (Hexenturm), Mauer und Aussegnungshalle Hinterer Glockenberg 3/3a/3b/4/4a (Friedhof), Glockenberg 7 (ehem. Herzogl. Forst- und Domänenamt), Hohe Straße 30, Löwenstraße 28 (Rückertschule), Umbau Markt 6, Oberer Bürglaß 34/36 (ehem. Reichspost), Pfarrgasse 2 (ehem. Vikarierhaus), Rosengasse 12, Salzmarkt 3, Schlachthofstraße 1, Schützenstraße 1a/2 (Angerturnhallen), Steinweg 4.
- Christian Meyer (* 1876 in Neuses bei Coburg), Maurermeister.
Bauten: Bahnhofstraße 25, 27, Callenberger Straße 2, Blumenstraße 19, 21, 23, 25, Ladeneinbau Judengasse 17, Kalenderweg 2, 4, 6, 8a, Schleifweg 5, 6, 7.
- Ferdinand Meyer, Architekt.
Bauten: Laube Adamiberg 2, Callenberger Straße 69 (für sich selbst), Friedrich-Rückert-Straße 1, Friedrich-Rückert-Straße 8–10 (Torhaus der Mittelmühle), Gustav-Freytag-Weg 18, gemeinsam mit Johann Michael Probst: Lossaustraße 4.
- Georg Meyer (* 1834 in Coburg; † 1907 in Coburg), Maurermeister, Lehrer der Baugewerksschule, Baurat.
Bauten: Umbau Goethestraße 11, Grafengasse 7, Gymnasiumsgasse 1, Umbau Herrngasse 15, Judengasse 30, Ketschgasse 7 (Münzmeisterhaus), Ketschengasse 7b, Löwenstraße 29 (für sich selbst), Umbau Markt 5  (Federhaus), Markt 7/8, Markt 9, 11, Obere Anlage 1, Obere Klinge 5b, Park 1 (ehem. Herzogliche Marienschule), Pfarrgasse 1, Steintor 2, Steinweg 24, 45, Untere Anlage 2, Untere Klinge 3, Webergasse 23, Umbau Zinkenwehr 5.
- Hans Münscher (* 1870 in Langenhain; † 1922 in Coburg), Baugewerksmeister, Bauunternehmer.
Bauten: Blumenstraße 5, Haußmannstraße 1, Ketschendorfer Straße 23, 48, 50, 52, Kreuzwehrstraße 1a, Mohrenstraße 38, Obere Leopoldstraße 12, Seidmannsdorfer Straße 19.
- Johann Michael Probst (* 1854 Hahnmühle bei Schloss Callenberg; † 1928 in Coburg), Maurermeister.
Bauten: Heiligkreuzstraße 28, Kreuzwehrstraße 2, gemeinsam mit Ferdinand Meyer: Lossaustraße 4, Löwenstraße 11, 16, Mohrenstraße 24, 28, 30, Mühlgasse 2, Federsgarten zwischen Mohrenstraße und Mühlgasse, Seifartshofstraße 21 (ehem. Internatsschule), Webergasse 31.
- Christian Renner (* 1876 in Stöppach; † 1947 in Coburg), Maurermeister.
Bauten: Umbau Gerbergasse 7, Hahnweg 44, Oberer Bürglaß 18, Pfarrgasse 1.
- Martin Renner (* 1864 in Breitenau; † 1926 in Coburg), Maurermeister.
Bauten: Gartenstraße 3, Kanonenweg 13, Mohrenstraße 31, 33, Oberer Bürglaß 20, Spitalgasse 28, Steintor 1.
- Max Roth (* 1880; † 1932 in Coburg), Maurermeister, Baugewerksmeister, Ingenieur.
Bauten: Umbau Mohrenstraße 1, Mohrenstraße 1a, Steinweg 18, Webergasse 26.
- Georg Konrad Rothbart (* 1817 in Roth; † 1896 in Coburg), Maler und Baumeister.
Bauten: Veste Coburg: Innenhof und Luther-Kapelle, Burgschänke, Torturm, steinerne Brücke zum Haupttor, Schloßplatz 3 (ehem. Reithalle, jetzt Studiobühne des Landestheaters), Umbau Schloss Callenberg (Unterschloss), Am Hofbräuhaus 1/1a/3 (ehem. Hofbrauhaus), Glockenberg 3/4, Gruftkapelle Hinterer Glockenberg 3/3a/3b/4/4a (Friedhof), Festungsstraße 1 (St. Augustin, Fürstengruft), Neustadter Straße 34/36 (Herrenhaus Gut Neudörfles), Umbau Schloßplatz 5/5a/5b (ehem. Palais Edinburgh, jetzt IHK Coburg), Umbau Neuhofer Straße 8a/10 (Schloss Neuhof), Parkstraße 2/4 (Schloss Ketschendorf), Parkstraße 7, Allee 5 (ehem. Internatsschule), Kürengrund 80 (Ernstfarm).
- Hans Rothbart (* 1846 in Coburg; † 1904 ebenda), Architekt.
Bauten: Albertsplatz 5/5a, Bergstraße 4, Casimirstraße 11, Ernstplatz 1, Festungsstraße 2a, 4, Glockenberg 8, Goethestraße 13 (teilweise), Judengasse 43, 45, Lossaustraße 16 (für sich selbst), Mohrenstraße 15a, Mühlgasse 12, Obere Klinge 1/1b/1c (ehem. Villa Anker, später Direktionsgebäude des Landkrankenhauses), Rosenauer Straße 15, Umbau Schloßplatz 5/5a/5b (ehem. Palais Edinburgh, jetzt IHK Coburg), Sonntagsanger 16, Steinweg 21, Untere Klinge 2, Webergasse 32, Weichengereuth 26.
- Paul Schaarschmidt (* 1874 in Lengenfeld (Sachsen); † 1955 in Coburg), Architekt, Baumeister.
Bauten: Adamiberg 1 (Dreyers-Villa), Adamistraße 6b-6d, Ahorner Straße 6, Umbau Bahnhofsplatz 2 (ehem. Hotel Reichsgraf), Bahnhofstraße 15 (Villa Sophie), Umbau Ernstplatz 12 (Hexenturm), Umbau Festungsstraße 5, Gartenstraße 1, Hohe Straße 35, Judengasse 54, Ketschendorfer Straße 44, Umbau Mohrenstraße 23, Obere Klinge 9 (ehem. Villa Ida), Probstgrund 14a, Rosenauer Straße 27 (ehem. Miederfabrik Escora), Seifartshofstraße 6, Spitalgasse 16, Steinweg 33, Mohrenbrücke und Theaterplatz 10/11 (als Bauunternehmer).
- Adolf Schuster, belgischer Hofarchitekt.
Bauten: Ernstplatz 1, 2 (ehem. amerikanisches Generalkonsulat), 3, Metzgergasse 14.
- August Sommer (* 1839 in Coburg; † 1921 ebenda), Bildhauer.
Bauten: Figur für Herzog-Alfred-Brunnen (Hofgarten), Reliefs für Atelier Friedrich Lütkemeyer (Mohrenweg), Bronzestatue Prinz von Sachsen-Coburg-Saalfeld (Theaterplatz).
- Friedrich Streib (* 1781 in Bruchsal; † 1852 in Coburg), Hofbaumeister.
Bauten: Ketschendorfer Straße 8, Umbau Nicolaus-Zech-Straße 2 (Evang.-Luth. Pfarrkirche Scheuerfeld), Pfarrhaus (Seidmannsdorfer Straße 277) in Seidmannsdorf.
- Carl Friedrich Wilhelm Streib (* 1822 in Coburg; † 1888 ebenda), Hofarchitekt.
Bauten: gemeinsam mit Julius Girtanner: Allee 7 (ehem. Krankenhaus), Am Hofbräuhaus 2 (für sich selbst). Falkeneggstraße 10/12/12a (Schloss Falkenegg), Goethestraße 1, Herrngasse 5, Ketschengasse 8, Ketschengasse 54, Evang.-Luth. Pfarrkirche Nikolaus-Zech-Straße 2, Spitalgasse 12 (abgebrochen), Anbau Untere Anlage 2 (Bärenturm, sog. Alter Turm), Untere Anlage 3, Untere Realschulstraße 2 (ehem. Realschule, heute Gymnasium Ernestinum), gemeinsam mit Jacob Lindner: Zinnenmauer in der Allee, Hofgarten, Eckardtsturm, Friedhof (Hinterer Glockenberg), Sockel für Denkmal Ernst I. auf dem Schloßplatz.
- Johann Strobel (* 1873 in Lützelbuch; † 1961 in Coburg), Architekt und Baumeister.
Bauten: Ahorner Straße 2, Umbau Bahnhofstraße 24, Casimirstraße 6, Glockenberg 7a, Anbau Lutherstraße 22, Rosengasse 8, Steinweg 34, sowie Mitarbeit am Neubau des Bahnhofs an der Lossaustraße.
- Richard Teufel (* 1897 in Coburg; † 1958 ebenda), Architekt, Kunsthistoriker.
Bauten: Um- und Anbau Alexandrinenstraße 8, Umbau Löwenstraße 12, Rummental 30, Steingasse 11.
- Carl Wetter (* 1847 in Siptenfelde; † 1922 in Coburg), Baumeister.
Bauten: Allee 4a, Ausbau Gerbergasse 6, Kreuzwehrstraße 9, 11, 13, 13a, 15, Raststraße 6/8, Umbau Zinkenwehr 5.
- Carl Wetter & Reinhold Gräfe, Baugeschäft.
Bauten: Bahnhofstraße 6 (Bahnhofsapotheke), Heiligkreuzstraße 2, Lohgraben 16,  Seifartshofstraße 34, Steinweg 27, 57, Umbau Unterer Bürglaß 12.